# Philadelphia (Pennsylvania)
Philadelphia is een stad in de Amerikaanse staat Pennsylvania, in het oosten van het land. Met ruim 1,5 miljoen inwoners (2024) is het de grootste stad van Pennsylvania en de zesde stad van de Verenigde Staten. Philadelphia vormt het hart van de metropoolregio Delaware Valley, die in totaal 7,2 miljoen inwoners huisvest.
De stad werd in 1681 gesticht door de quaker William Penn en speelde een belangrijke rol in de vroege geschiedenis van de Verenigde Staten. Zo fungeerde Philadelphia tussen 1790 en 1800 als hoofdstad en werd de Amerikaanse Onafhankelijkheidsverklaring er ondertekend. Historische gebouwen als de Independence Hall, het Liberty Bell Center en het stadhuis van Philadelphia herinneren aan het rijke verleden van de stad. In de 19e eeuw werd Philadelphia een belangrijk centrum voor industrie en spoorwegen en trok de stad veel Europese migranten aan. In de eerste helft van de 20e eeuw kwamen er vooral veel Afro-Amerikanen uit het Zuiden wonen. Na de teloorgang van de plaatselijke industrie maakte Philadelphia een periode van verval mee, maar sinds de late jaren 90 is in veel buurten een gentrificatieproces op gang gekomen. Sinds de jaren 1960 wordt de stad bestuurd door Democraten. In januari 2024 werd Cherelle Parker burgemeester.
De informatietechnologie, gezondheidszorg en papierindustrie zijn belangrijke economische sectoren voor de stad en enkele grote Amerikaanse bedrijven zoals Comcast Corporation, Aramark en FMC Corporation zijn in de oude hoofdstad gevestigd. De belangrijkste onderwijsinstelling in de stad is de Universiteit van Pennsylvania. Op sportgebied is de metropool vertegenwoordigd in alle grote Amerikaanse sporten. Ze heeft eveneens een oude roeitraditie. Het prestigieuze Philadelphia Orchestra is afkomstig uit de stad en daarnaast zijn de Pennsylvania Academy of the Fine Arts, het Philadelphia Museum of Art en het Rodin Museum binnen de stadsgrenzen gevestigd.
In de volksmond staat de plaats ook bekend als Philly. Andere bijnamen van de stad zijn The City of Brotherly Love (Philadelphia betekent Broederliefde), Quaker City en The Big Scrapple.

## Geschiedenis

### Inheemse bevolking
De eerste bewoners in het gebied waar Philadelphia gesticht zou worden waren de paleo-indianen. In de benedenloop van de Delaware, bij het huidige Philadelphia, leefden al zo'n tienduizend jaar voor de Europese kolonisatie van Amerika indianen. Omdat de Delaware- en de Susquehanna-rivieren natuurlijke barrières vormden, leefden de inwoners, voornamelijk stammen van de Lenni-Lenape-indianen, vrij geïsoleerd van andere stammen en volken.
De voormalige Lenape-nederzettingen Nitapèkunk, Pèmikpeka en Shackamaxon lagen aan de Delaware, op plaatsen die thans gelegen zijn binnen de stedelijke conglomeratie van Philadelphia. De stammen die in het gebied woonden waren Armewamese, Cohanseys, Mantes en Sickoneysincks. Zij spraken Unami, een Algonkische taal.
De Lenape hadden door hun leefgebied lange wandelpaden lopen. Volgens tellingen liepen er in heel Pennsylvania 131 van dit soort paden. Verschillende daarvan liepen ook richting Philadelphia en werden later gecultiveerd door de kolonisten.
In de 17e eeuw liep het aantal van de Lenape-indianen flink achteruit door de introductie van Europese ziektes zoals de mazelen en de pokken. De meeste indianen werden in de 18e eeuw uit het gebied verjaagd door de oprukkende kolonisatie. Bovendien ging hun bevolkingsaantal achteruit door onderlinge conflicten.

### Nederlandse en Zweedse kolonisatie

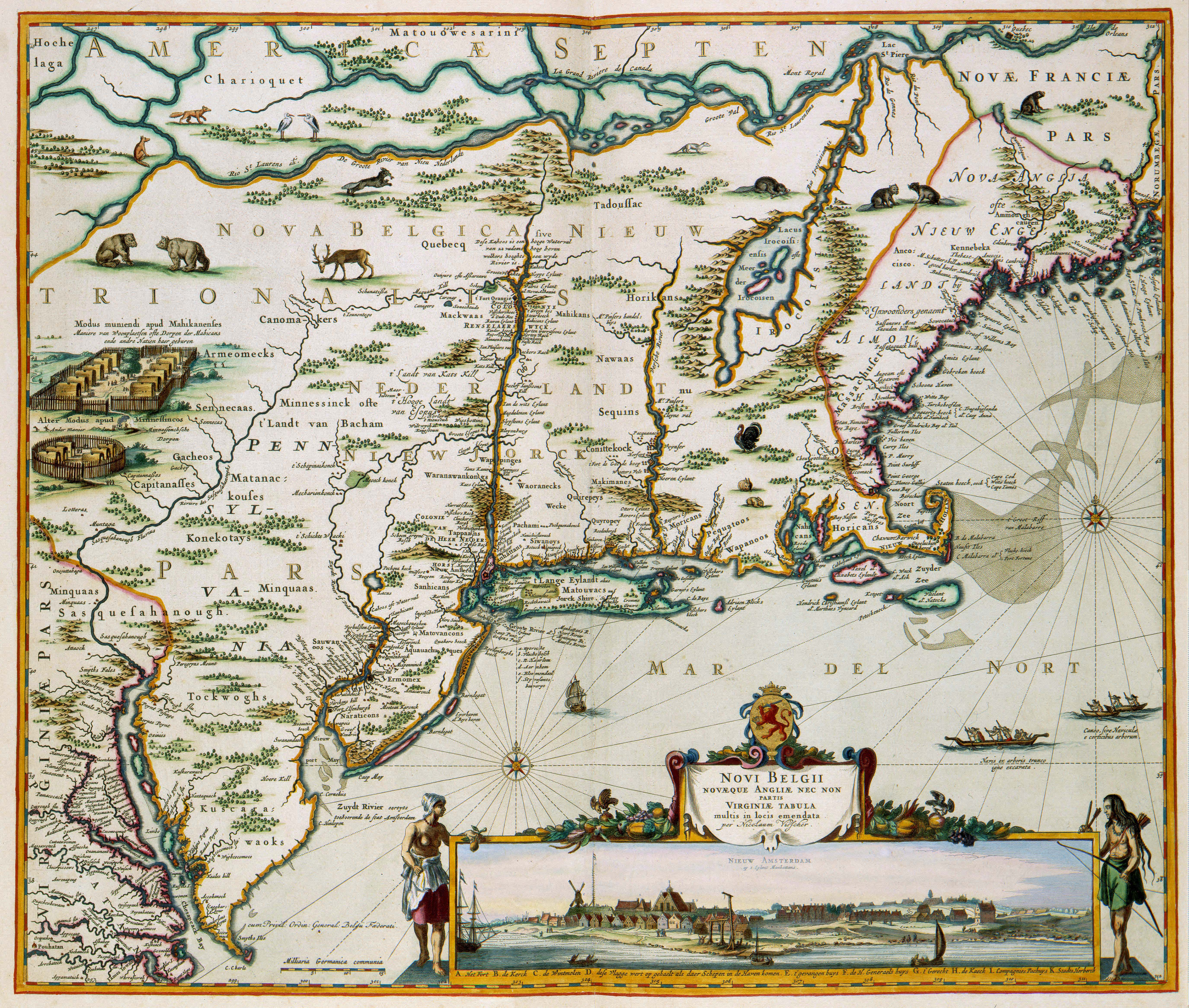
Kaart van Nieuw-Nederland met daarop ook de monding van de Delaware waar Philadelphia gesticht zou worden, Nicolaas Visscher II.

De Europese kolonisatie begon in 1609 toen kapitein Henry Hudson, in dienst van de VOC-Kamer Amsterdam, de Amerikaanse kust verkende op zoek naar de Noordwestelijke doorvaart. De vallei waarin nu Philadelphia gelegen is, werd in 1623 deel van de kolonie Nieuw-Nederland onder leiding van gouverneur Cornelius Jacobsz May. De kolonie was negen jaar eerder gesticht om handel te drijven met de lokale bevolking. Ten westen van de Delaware Bay stichtten de kolonisten onder leiding van Samuel Godin in 1631 het fort Swaanendael. In 1638 vestigden ook Zweedse kolonisten zich in het gebied, onder leiding van de Nederlander Peter Minuit. Zij stichtten de kolonie Nieuw-Zweden om het Nederlandse handelsmonopolie in Noord-Amerika te omzeilen en bouwden in hun kolonie Fort Christina, de eerste Europese nederzetting aan de Delaware.
De eerste Engelse nederzetting in het gebied werd gesticht in 1642 door een vijftigtal puriteinse families die afkomstig waren uit New Haven in Connecticut. Zij vestigden zich aan de monding van de Schuylkill River. In 1646 werd er tussen de verschillende partijen geruzied over landrechten. Iedere partij wilde toegang hebben tot het gebied van de indianen, om er bont op te halen. Na enkele Zweedse invallen in de Nederlandse kolonie gaf gouverneur Willem Kieft aan Andries Hudde de opdracht om inheemse gronden te kopen en er permanente nederzettingen te bouwen, de eerste sinds het uitmoorden van de bewoners van Swaanendael in 1632. Hudde verkreeg het gebied dat de indianen Wigquachkoing Scituated noemden en de nederzetting die hier gebouwd werd, zou later deel gaan uitmaken van Philadelphia.
Zowel de Zweedse als de Nederlandse kolonisten duldden de aanwezigheid van de Engelse puriteinse nieuwkomers niet. Ze brandden hun gebouwen af en verdreven hen uiteindelijk. Hierbij opereerden Nederlanders en Zweden als bondgenoten. In 1655 organiseerde Peter Stuyvesant echter een militaire expeditie tegen Nieuw-Zweden nadat de Zweden het Nederlandse Fort Casimir hadden veroverd. De Nederlanders veroverden de kolonie en plaatsten die onder het gezag van Nieuw-Nederland. Negentien jaar later ruilden de Nederlanders met de Engelsen bij de Vrede van Westminster, na afloop van de Derde Engels-Nederlandse Oorlog, hun grondgebied in Noord-Amerika voor de kolonie Suriname.

### Stichting door William Penn

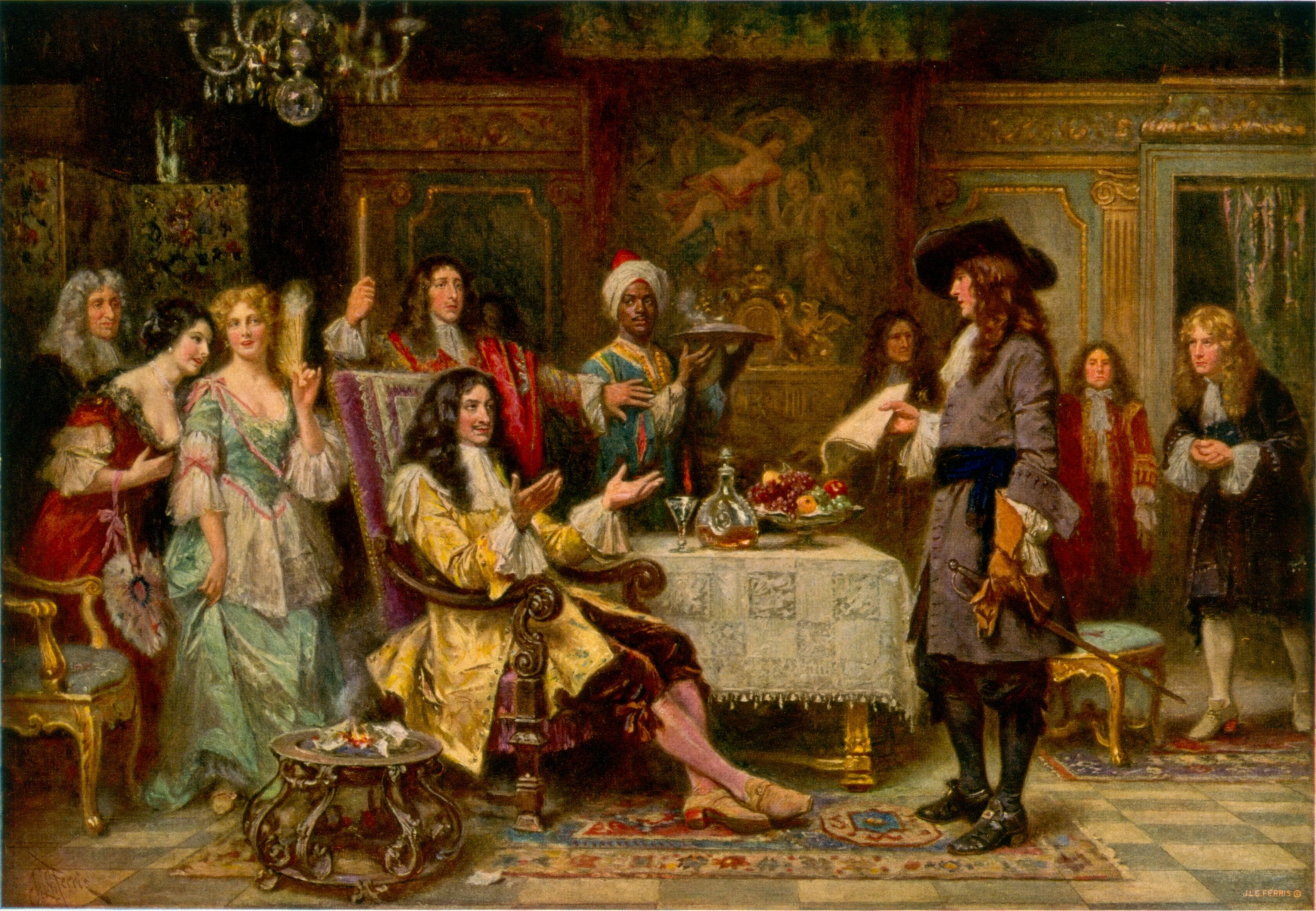
William Penn (rechts, staand) ontvangt het koninklijk charter van Karel II (links), geschilderd door Jean Leon Gerome Ferris

In 1681 droeg de Engelse koning Karel II een groot gedeelte van zijn grondbezit in de Amerikaanse koloniën, met daarin onder meer de huidige staten Delaware en Pennsylvania, over aan William Penn, leider van de quakers. De overdracht werd vastgelegd in een charter, waarin de schulden die de koning had aan Penns vader vereffend werden verklaard en waarin de koning het recht behield op een vijfde van de opbrengst van goud- en zilvermijnen. Het charter was erg in het voordeel van Penn, vermoedelijk omdat de koning er belang bij had om quakers en andere 'onruststokers' een woonplaats te bieden op grote afstand van het vaderland. Penn werd hierdoor de grootste privé-grootgrondbezitter ter wereld van dat moment, met in totaal 120.000 km². Volgens de legende sloot hij, onder een iep in Shackamaxon, een aantal verdragen met de Lenapehoofdman Tamanend om de vrede in zijn gebied te kunnen waarborgen. Penn respecteerde de claims die de indianen hadden op het land en kocht grond van hen voordat hij het uitgaf om ontgonnen te worden.
Penn wilde een nederzetting bouwen aan de oevers van de Delaware en ontwierp een stad met een dambordpatroon. Ook hield hij in de stadsplannen rekening met ruime tuinen en boomgaarden rond de huizen. Door de ligging aan de Delaware hadden de inwoners toegang tot de Delaware Bay en de Atlantische Oceaan. Uit religieuze overtuiging liet Penn de stad onverdedigd. Hij noemde zijn stad Philadelphia naar de gemeente te Filadelfia uit Openbaring 3:7-13 - van de zeven gemeenten was dat de gemeente waarover het gunstigst werd geoordeeld. De stad zou een eigen commercieel centrum krijgen met een markt en allerlei openbare gebouwen. Penns tolerantie leidde tevens tot een goede relatie tussen de kolonisten en de indianenstammen in de nabije omgeving.

### Britse periode
Tussen 1683 en 1702 groeide de bevolking van Philadelphia van enkele honderden naar 2500 inwoners. Voordat William Penn de stad in 1701 definitief verliet vaardigde hij een charter uit waarin hij aan de stadsleiding de macht gaf om wetten uit te vaardigen, verordeningen uit te vaardigen en markten en jaarmarkten te reguleren. In 1702 brak de Oorlog van koningin Anna uit die ertoe leidde dat de handel met West-Indië werd afgesneden. Hierdoor raakte de stad een decennium lang in een depressie. Philadelphia wist door middel van de export van vlas en timmerhout uit de malaise te komen.
In 1741 en 1742 braken er rellen uit in de stad vanwege de hoge broodprijzen, en in oktober 1742 werden de quakers en pacifistische Duitse kolonisten door zeelieden aangevallen vanwege hun vredespolitiek in de Oorlog om Jenkins' oor. Rond 1750 groeide Philadelphia uit tot een van belangrijkste steden van de dertien koloniën. In deze periode werden de Christ Church en het latere Independence Hall gebouwd. Ook werden de straten beter bestraat en voorzien van olielampen. Benjamin Franklin richtte in die tijd de lokale brandweer op en was daarnaast ook verantwoordelijk voor het opzetten van postroutes tussen Philadelphia, New York en Boston.

### Amerikaanse onafhankelijkheid

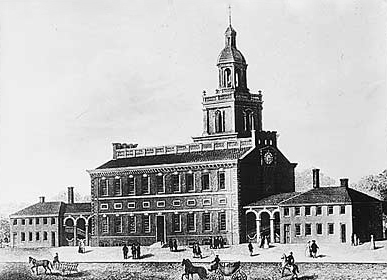
De Independence Hall rond 1770

In navolging van de Boston Tea Party weigerden ook de kolonisten in Philadelphia in 1773 een lading importthee te lossen, als protestactie tegen de belastingdruk uit Engeland. Het jaar daarop werd het eerste Continental Congress gehouden in Carpenters' Hall in de stad. Tijdens het tweede congres in 1776 werd in de Independence Hall de Amerikaanse Onafhankelijkheidsverklaring ondertekend. Volgens Robert Morris speelde Philadelphia een belangrijke rol in de oorlog voor de Amerikanen:

You will consider Philadelphia, from its centrical situation, the extent of its commerce, the number of its artificers, manufactures and other circumstances, to be to the United States what the heart is to the human body in circulating the blood.(U moet in overweging nemen dat Philadelphia, door zijn centrale ligging, zijn omvangrijke handel, het aantal ambachtslieden, de producten die er vervaardigd worden en andere zaken, voor de Verenigde Staten is wat het pompende hart is voor het menselijk lichaam.)

Kaart van het Philadelphia van 1777

In december 1776 vluchtte het Continental Congress, bevreesd voor een Britse overname van de stad, voor een korte periode uit Philadelphia en streek neer in Baltimore. Na de veldslagen bij Princeton en Trenton achtte het congres het veilig om terug te keren. In september 1777 vielen de Britten Philadelphia vanuit het zuiden aan. George Washington wist hen te onderscheppen, maar werd in de slag bij Brandywine teruggedreven. De revolutionaire inwoners van Philadelphia sloegen op de vlucht naar New Jersey of het noorden van Pennsylvania. Het congres vertrok voor een tweede maal en streek eerst neer in Lancaster en ten slotte in York. De Britse troepen werden op 23 september in een halflege stad verwelkomd door loyalisten. Vervolgens belegerden de Britten het Fort Mifflin, dat gelegen was in de Delaware net ten zuiden van de stad, en dat ze na een beleg van anderhalve maand wisten in te nemen. Na tien maanden verlieten de Britse troepen Philadelphia echter weer. Het stadsbestuur keerde na het vertrek van de Britten binnen een week terug.

### Tijdelijke hoofdstad
Ontevredenheid over achterstallige uitbetalingen leidde tot groeiende onrust onder de veteranen van het Continentaal Leger. De situatie culmineerde in 1783, toen een groep soldaten optrok naar Philadelphia. Gedelegeerde Alexander Hamilton vroeg daarop de stadsraad om bescherming tegen de veteranen. Deze weigerde en hierop besloot het congres uit Philadelphia te vertrekken en naar Princeton te verhuizen. Het congres keerde pas in 1787 tijdelijk terug voor de Constitutional Convention.

Op 9 juli 1790 werd de Residence Act getekend die de oprichting betekende voor de nieuwe hoofdstad Washington D.C. aan de rivier de Potomac. Op voorspraak van Robert Morris werd Philadelphia verkozen als tijdelijke hoofdstad, tot de bouw van Washington in 1800 zou zijn voltooid. Het congres streek daarop neer in het Philadelphia Court House, dat bekend zou worden als Congress Hall, en het Hooggerechtshof nam plaats in het stadhuis. Robert Morris schonk zijn huis aan de Market Street aan president George Washington, om te dienen als presidentswoning.

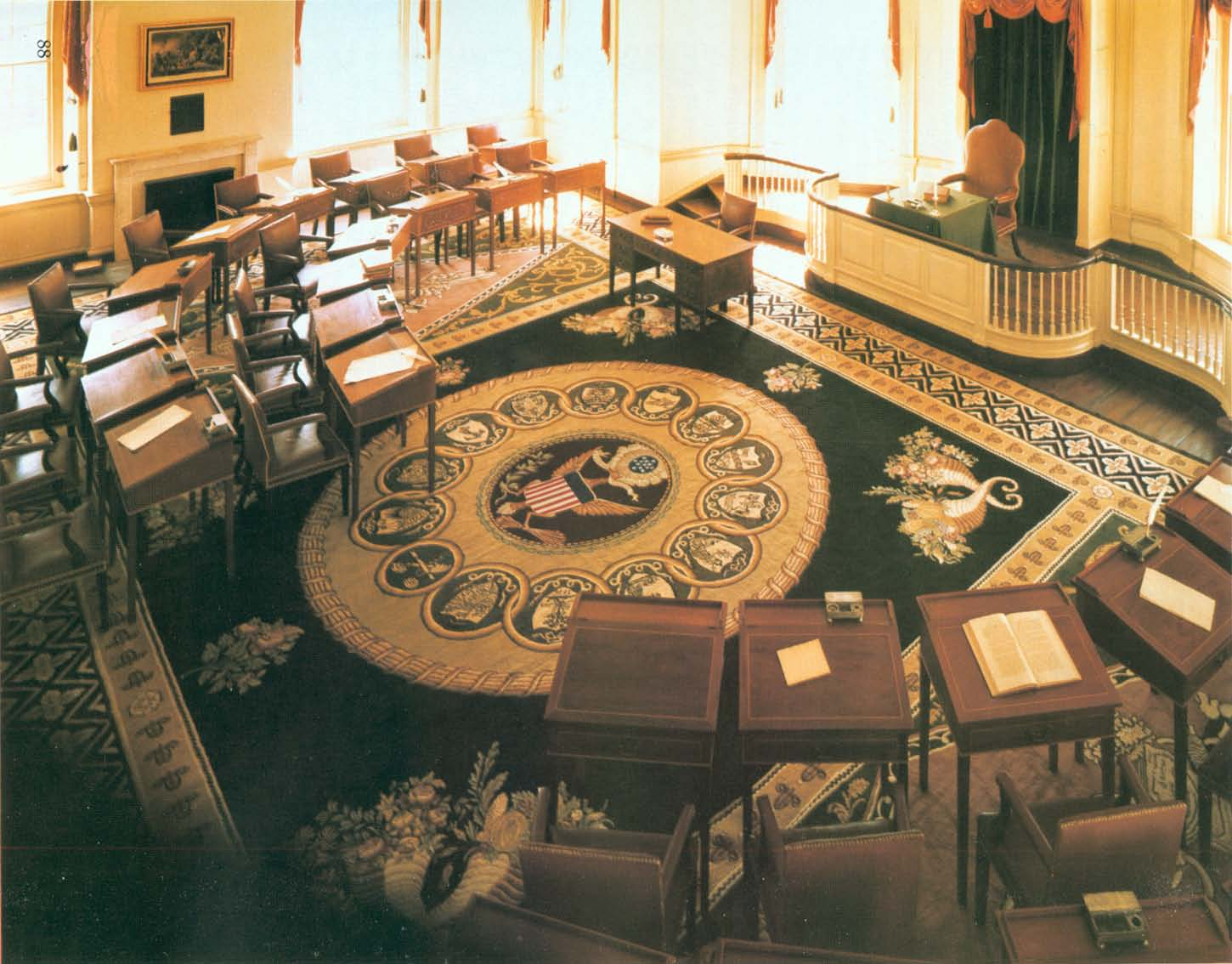
De gerestaureerde senaatskamer in Congress Hall

De tijdelijke hoofdstad van de Verenigde Staten werd in 1792 verrijkt met de oprichting van de First Bank of the United States en een jaar later werd de Philadelphia Mint opgericht. In de periode van augustus tot oktober 1793 werd Philadelphia getroffen door een uitbraak van Gele koorts. De ziekte was waarschijnlijk afkomstig uit Saint-Domingue en meegebracht naar de stad door vluchtelingen van de Haïtiaanse Revolutie. Tijdens de epidemie vluchtten 20.000 mensen uit de stad, waaronder de federale regering. Een tiende van de bevolking van de stad overleed aan de ziekte. De hoofdstad telde rond die tijd 50.000 inwoners.
Het sluiten in 1795 van het Jayverdrag met Groot-Brittannië, dat bedoeld was om alle hangende verschillen tussen beide landen te regelen, was in de gehele Verenigde Staten omstreden. Het verdrag belichaamde de denkbeelden van de Federalisten en ging in tegen de ideeën over buitenlandse politiek van de oppositie. Het verdrag leidde in Philadelphia tot een fel protest van de plaatselijke bevolking in het State House op 25 september van dat jaar. Vier jaar later maakte de regering van de staat Pennsylvania Lancaster tot de nieuwe hoofdstad van de staat en vertrok uit Philadelphia. De reden daarvoor was dat de bevolking steeds meer in het westelijk deel van de staat ging wonen. Ten slotte vertrok de federale regering op 14 mei 1800 definitief uit haar tijdelijke hoofdstad om zich te vestigen in de nieuw gebouwde stad Washington D.C..

### 19e eeuw

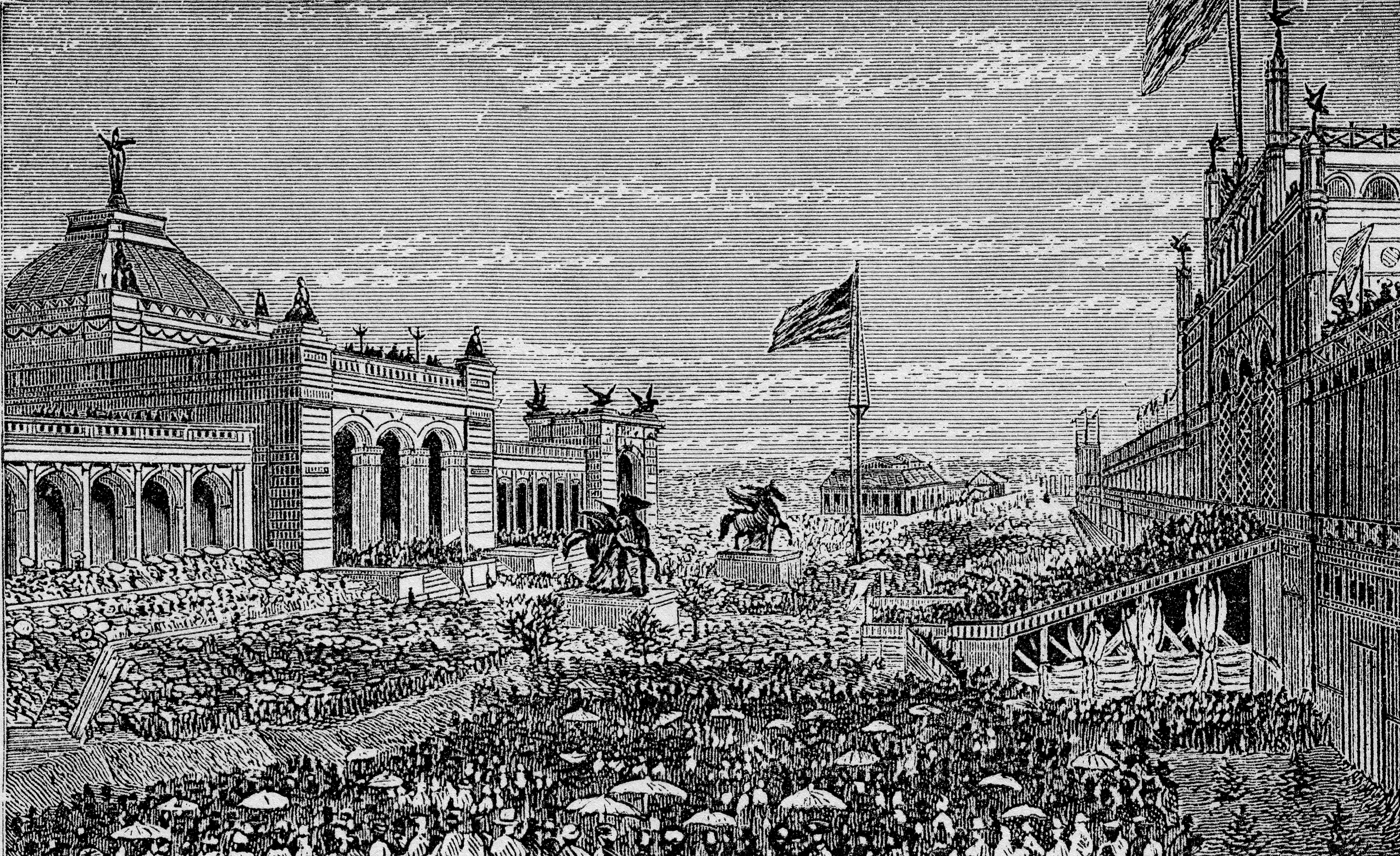
De openingsdag van de wereldtentoonstelling in Philadelphia

Begin 1800 was Philadelphia uitgegroeid tot een van de belangrijkste havensteden van het land. De Embargo Act van 1807, die gericht was tegen Groot-Brittannië en Frankrijk, en de Oorlog van 1812 brachten hier echter verandering in en de stad werd als havenstad voorbijgestreefd door New York. Nu zijn maritieme rol in betekenis afnam, ging de oude hoofdstad zich met succes toeleggen op industriële ontwikkelingen, waardoor de papier- en schoenenindustrie zich konden ontwikkelen tot belangrijke nijverheidstakken. Na de aanleg van verschillende kanalen en spoorwegen groeide Philadelphia uit tot de eerste industriestad van Amerika.
In de jaren 40 en 50 ging de stad gebukt onder het geweld van diverse bendes die de dienst uitmaakten. De Amerikaanse Burgeroorlog, die het decennium daarop woedde, zorgde voor spanningen tussen voor- en tegenstanders van de zaak van de Geconfedereerden. Tijdens de oorlog bleef Philadelphia zelf gespaard van verwoestingen doordat de Geconfedereerden werden verslagen in de Slag bij Gettysburg, tweehonderd kilometer van de stad verwijderd. In 1876 werd in Philadelphia de Centennial Exposition gehouden, de eerste universele wereldtentoonstelling die in Amerika plaatsvond. De tentoonstelling diende ter viering van de honderdste verjaardag van de ondertekening van de Amerikaanse Onafhankelijkheidsverklaring. In diezelfde tijd werd begonnen met de bouw van een nieuw stadhuis, dat werd opgeleverd in 1884.

### 20e eeuw
Het stedelijk landschap van het centrum van Philadelphia onderging een belangrijke verandering door de City Beautiful-beweging die in het begin van de 20e eeuw in de mode was en gericht was op verfraaiing van de stad en monumentale grandeur. De aanleg van de Benjamin Franklin Parkway die het stadhuis met Fairmount Park verbond kwam uit deze beweging voort. Een plan voor het aanleggen van verschillende diagonale lanen, die vanuit de vijf centrale pleinen van de stad de buitensteden met het centrum zouden verbinden, vond echter nooit doorgang.

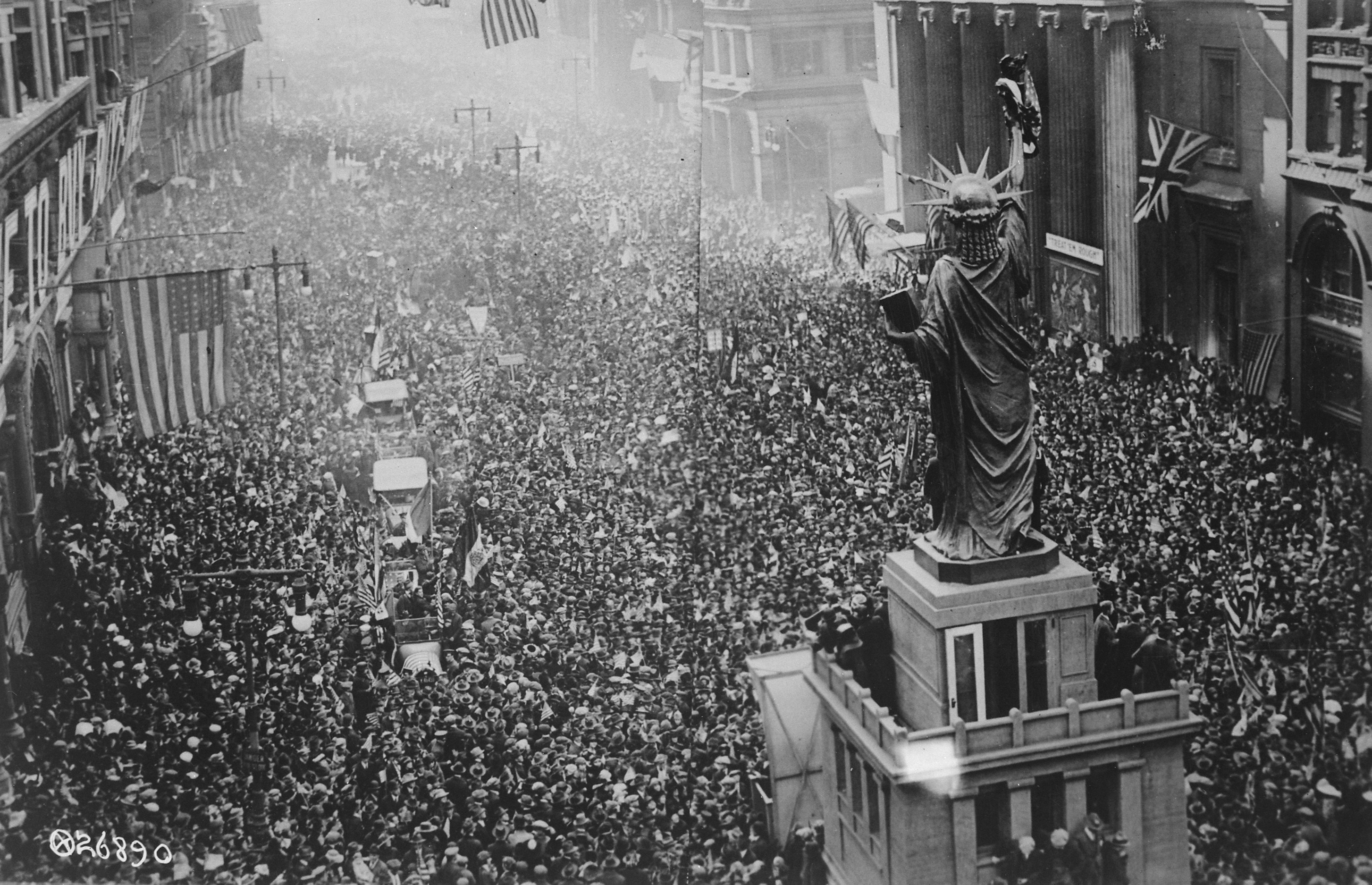
De bekendmaking van de wapenstilstand op 11 november 1918 zorgde voor een enorme feestvreugde onder de bevolking van Philadelphia.

De scheepsindustrie van de voormalige hoofdstad kreeg een grote impuls tijdens de Eerste Wereldoorlog toen het van de Amerikaanse overheid de opdracht kreeg voor de bouw van vele marineschepen. De Spaanse griep die kort na de oorlog uitbrak kostte in Philadelphia het leven van zo'n 12.000 mensen. In de jaren die volgden moderniseerde de stad zich om zich aan te passen aan het groeiende verkeer. Zo werd in 1926 de Benjamin Franklin Bridge opgeleverd die de stad verbond met de staat New Jersey. Ook verschenen in deze tijd de eerste wolkenkrabbers in de groeiende metropool. In datzelfde jaar vond in de stad ook de Sesquicentennial Exposition plaats, een onofficiële wereldtentoonstelling en twee jaar later opende het Philadelphia Museum of Art zijn deuren.
Ten gevolge van de Beurskrach van 1929 sloten vijftig banken hun deuren in Philadelphia. Door de economische depressie die volgde steeg de werkloosheid in de stad sterk en bereikte in 1933 de hoogste waarde. Burgemeester Samuel Davis Wilson zette een aantal programma's op, die werden gefinancierd door de New Deal van president Franklin Roosevelt, om de plaatselijke economie te stimuleren. Tot 1930 was de voormalige hoofdstad overwegend een Republikeinse stad, maar door de New Dealpolitiek van Roosevelt kreeg de Democratische Partij er meer aanhangers.
Na de Tweede Wereldoorlog ontstond in Philadelphia een tekort aan huizen, mede door de massale immigratie van Afro-Amerikanen vanuit het zuiden van de Verenigde Staten. In 1950 telde de stad twee miljoen inwoners, maar door herstructurering van de plaatselijke industrie verloren tienduizenden mensen hun baan en nam de bevolking van de stad af. In de decennia die volgden daalde het bevolkingsaantal substantieel met als uitschieter de jaren zeventig waar sprake was van een afname van dertien procent.

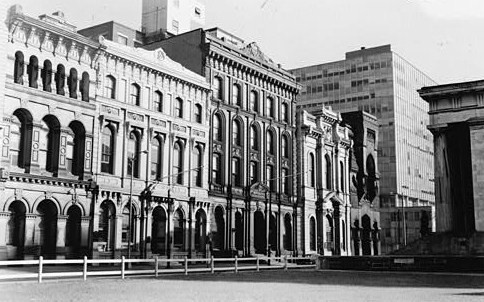
Bankers Row werd in 1959 gesloopt om plaats te maken voor het Independence National Historical Park.

In de jaren vijftig werd ook begonnen met de eerste fase van het opknappen van enkele delen van Center City. Als eerste werd de wijk Society Hill in het kader van stadsvernieuwing aangepakt, omdat deze wijk in de binnenstad in vervallen staat verkeerde. Door de stadsvernieuwing stegen de prijzen van de huizen in deze wijk met 250 procent in slechts tien jaar tijd. In die jaren kreeg Philadelphia, zoals vele Amerikaanse steden, te maken met de burgerrechtenbeweging. Een centraal figuur hierin was Marie Hicks die de segregatie van het Girard College wilde opheffen. In 1964 brak er ook een grote rel uit in de stad waarbij zaken van blanke Amerikanen door de Afro-Amerikaanse bevolking werden aangevallen en geplunderd. De rellen resulteerden in 341 gewonden en uiteindelijk werden 774 mensen opgepakt.
In de jaren tachtig woedde in de stad een maffiaoorlog. Een van de bekendste slachtoffers die daarbij viel was maffiabaas Angelo Bruno. In de eerste twintig jaar na zijn dood vonden er in de stad 35 moorden plaats die gerelateerd waren aan de maffia. Aan het einde van de jaren tachtig was Philadelphia nagenoeg bankroet, met een begrotingstekort van bijna 250 miljoen Amerikaanse dollars. Burgemeester Ed Rendell, die in 1992 werd verkozen, wist nieuwe investeringen aan te trekken en de financiën van Philadelphia te stabiliseren.

### 21e eeuw
Burgemeester John F. Street zette na de eeuwwisseling in op revitalisatie van achterstandswijken. Hij wist in verschillende wijken grote vooruitgang te boeken. Daarnaast nam de bevolking van Center City voor het eerst in veertig jaar toe. Tussen 2000 en 2005 steeg het aantal huishoudens in Center City met 24 procent.

## Geografie

### Topografische ligging
Philadelphia ligt op de linkeroever van de Delaware. Aan de overzijde van de rivier ligt de plaats Camden in de staat New Jersey. In het noorden van de stad mondt de Schuylkill River uit in de Delaware. Het laagste punt van de stad ligt drie meter boven zeeniveau en het hoogste punt, in de wijk Chestnut Hill, bevindt zich 146 meter boven zeeniveau. Philadelphia ligt in de streek die de Atlantische Kustvlakte scheidt van het Plateau van Piedmont.
Philadelphia is de hoofdplaats van de gelijknamige county. In het noorden wordt Philadelphia County begrensd door Montgomery County, in het noordoosten door Bucks County, in het oosten door Burlington County in New Jersey, in het zuidoosten door Camden County in New Jersey, in het zuiden door Gloucester County en ten slotte door Delaware County in het westen.

### Stadsplanning

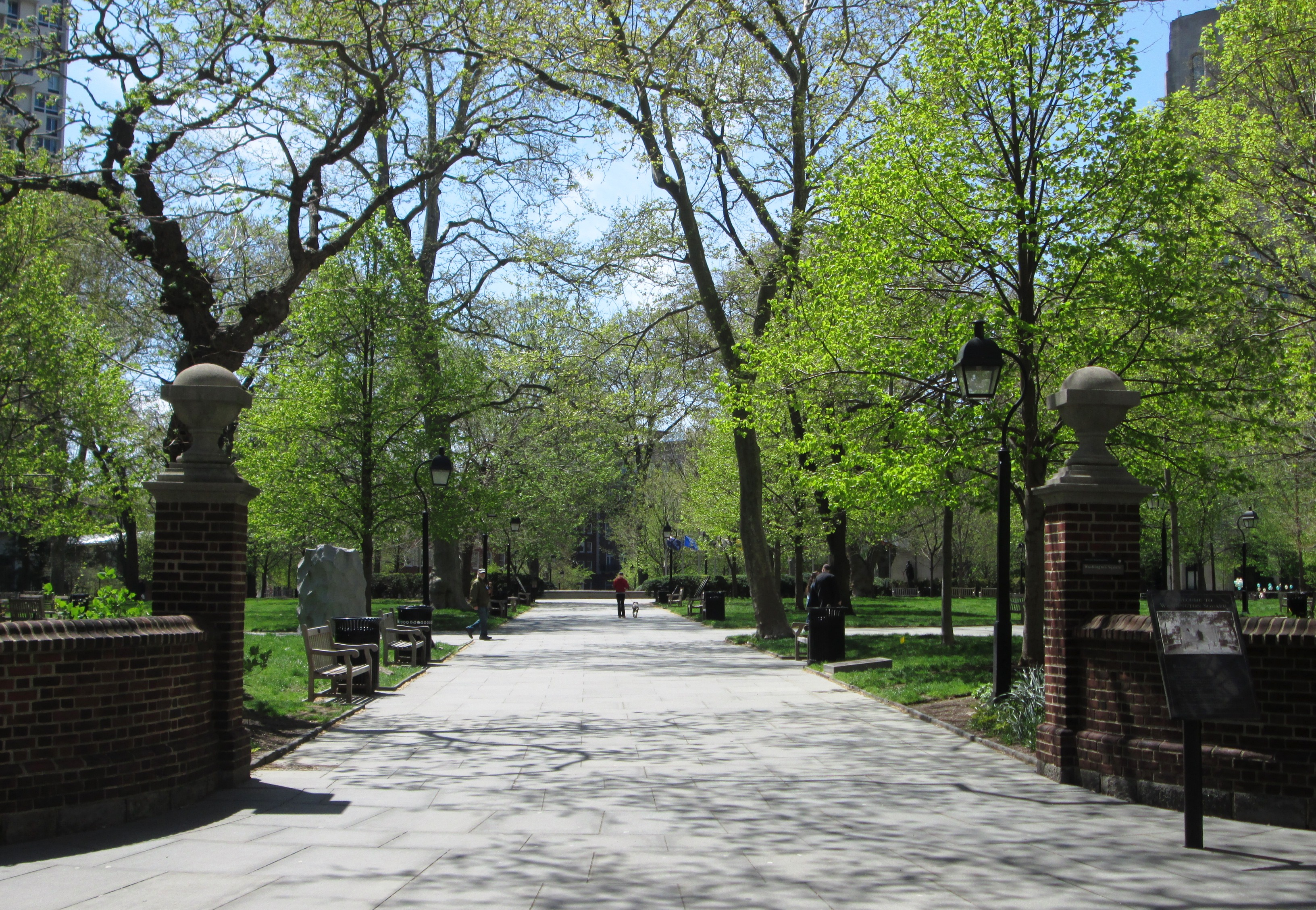
De noordoostelijke entree van Washington Square

Het centrum van Philadelphia werd in de 17e eeuw ontworpen door Thomas Holme, de landmeter van William Penn. Het oude centrum van de stad staat bekend als Center City en is in een dambordpatroon aangelegd. De rivieren de Delaware en de Schuylkill dienden daarbij als de natuurlijke grenzen. Ook werden er volgens de ideeën van Penn vijf verschillende stadsparken aangelegd. Ze staan thans bekend als Centre Square, Franklin Square, Logan Square, Washington Square en Ritenhouse Square.
Met een inwoneraantal van 183.240 staat Center City op de tweede plaats van dichtstbevolkte binnensteden van de Verenigde Staten; alleen Midtown Manhattan streeft Center City voorbij. In Center City is ook de Chinatown van Philadelphia te vinden.
Nabij Washington Square is de lokale "gayborhood" gevestigd. Deze buurt kent een grote concentratie van homovriendelijke bedrijven, restaurants en bars.
Rondom Center City liggen de overige stadsdelen, die alle een geografische naam dragen: North, Northeast, Northwest, West, South en Southwest Philadelphia. Deze stadsdelen zijn zelf ook weer opgedeeld in buurten en wijken.

Zicht op het City Center vanaf de South Street Bridge

### Parken
Philadelphia beschikt over gemeentelijke parken met een oppervlakte van in totaal 10.334 hectare. Het grootste park van de stad is Fairmount Park, dat bestaat uit 9200 hectare parklandschap. Het is daarmee het grootste aangelegde park ter wereld. De organisatie die het park beheert draagt ook de zorg over de botanische tuin Bartram's Garden. Aan de westoever van de Schuylkill River is de oudste dierentuin van Amerika gevestigd, de Philadelphia Zoo.

### Klimaat
Volgens de klimaatclassificatie van Köppen heerst er in Philadelphia een vochtig subtropisch klimaat. De modale jaarlijkse temperatuur is 13,3 °C. Juli is de warmste maand met een gemiddelde temperatuur van 25,6 °C en januari de koudste, met een gemiddelde temperatuur van 0,6 °C. Jaarlijks valt er gemiddeld 1054,1 mm neerslag. Het regent gemiddeld op 117 dagen per jaar, waarbij de meeste neerslag valt in januari en de minste in oktober. Het sneeuwt doorgaans het hardst in februari, wanneer er gemiddeld 22 cm valt.
| Maand                  | jan   | feb  | mrt   | apr  | mei  | jun  | jul   | aug  | sep  | okt  | nov  | dec   | Jaar    |
| ---------------------- | ----- | ---- | ----- | ---- | ---- | ---- | ----- | ---- | ---- | ---- | ---- | ----- | ------- |
| Hoogste maximum (°C)   | 23,3  | 23,3 | 30,6  | 35   | 36,1 | 37,8 | 40    | 38,3 | 37,8 | 35,6 | 27,2 | 22,8  | 40      |
| Gemiddeld maximum (°C) | 4,6   | 6,6  | 11,5  | 17,7 | 23,2 | 28,2 | 30,6  | 29,6 | 25,6 | 19,2 | 13,3 | 7,1   | 18,2    |
| Gemiddeld minimum (°C) | −3,6  | −2,4 | 1,3   | 6,7  | 12,2 | 17,7 | 20,7  | 19,9 | 15,7 | 9,1  | 4    | −1,1  | 8,4     |
| Laagste minimum (°C)   | −21,7 | −20  | −13,9 | −7,2 | −2,2 | 6,7  | 10,6  | 6,7  | 1,7  | −3,9 | −9,4 | −17,2 | −21,7   |
|                        |       |      |       |      |      |      |       |      |      |      |      |       |         |
| Neerslag (mm)          | 76,2  | 68,6 | 96,5  | 91,4 | 94   | 86,4 | 111,8 | 88,9 | 96,5 | 81,3 | 76,2 | 91,4  | 1.059,2 |
| Bron: Weatherbase      |       |      |       |      |      |      |       |      |      |      |      |       |         |

## Demografie
Volgens de volkstellingen van het United States Census Bureau bedroeg de bevolking van Philadelphia 1.580.863 inwoners in juli 2017, een stijging van 3,6 procent ten opzichte van 2010. Het aandeel van de etnische groepen in de bevolking van Philadelphia was in 2022 als volgt: 33,0% was blank, 38,6% Afro-Amerikaans, 16,1% Hispanics en 7,8% Aziatisch. In 2010 was 22,5 procent van de stadsbevolking minderjarig en 12,1 procent ouder dan 65. Tevens bestond in 2010 de bevolking voor 50,8 procent uit vrouwen. Het gemiddelde huishoudelijke inkomen bedroeg 60.698 dollar in de periode 2019-2023.

### Bevolkingsafkomst

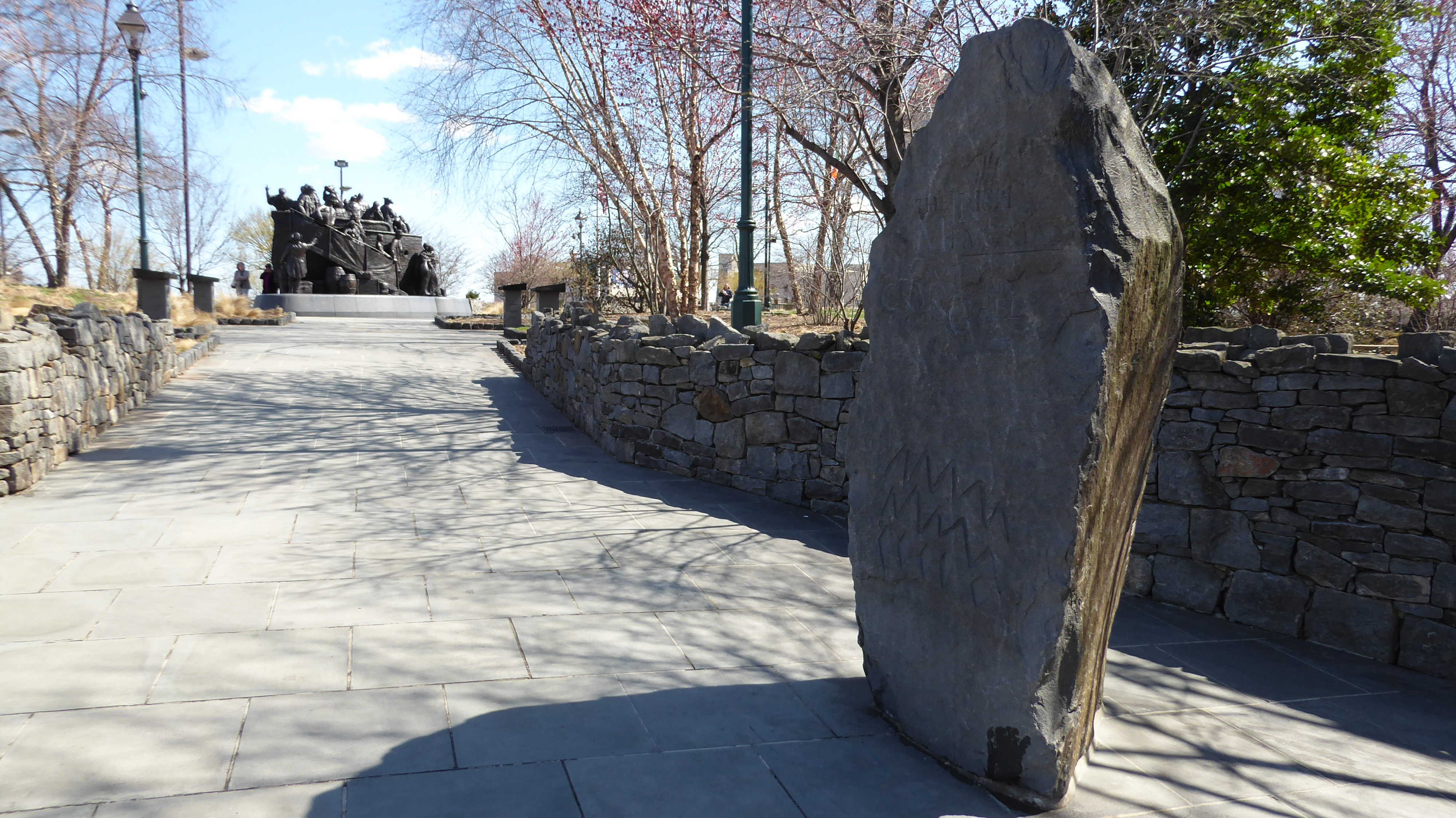
De "Leacht Cuimhneacháin na Gael" (d.i. Ierse gedenksteen), een monument voor de Ierse hongersnood bij Penn's Landing

De grootste etnische groep in Philadelphia met Europese voorouders wordt gevormd door de Ierse Amerikanen. Van de totale bevolking in 2013 is 14,2 procent van Ierse afkomst en de meesten van hen wonen in West Philadelphia. De Ieren kwamen voornamelijk in de 19e eeuw naar de stad. In de tweede helft van de 19e en het begin van de 20ste eeuw kwamen er veel Italianen naar Philadelphia. In 1870 bedroeg hun aantal nog 516 en liep op tot 182.368 Amerikaanse Italianen in 1930. In 2010 vormden zij met 9,2 procent de een na grootste etniciteit in de voormalige hoofdstad. De Duitse Amerikanen volgden hen met 8,1 procent, Poolse nazaten telden 4,3 procent en Engelse afstammelingen 2,9 procent.
Tussen 1940 en 1980 waren er een paar grote migratiegolven die invloed hadden op de bevolkingssamenstelling van de stad. Zo groeide het aantal Afro-Amerikanen in deze periode van 330.000 uit tot ruim een miljoen. Daarnaast groeide de Puerto Ricaanse bevolking van 3000 in 1950 tot 55.000 in 1980 en tot meer dan 120.000 in 2010. Daarmee heeft Philadelphia de op een na grootste populatie van Puerto Ricanen in de Verenigde Staten. Deze bevolkingsgroepen vestigden zich in de oude buurten aan de rivier en in de arbeiderswijken.

### Seksuele en genderidentiteit

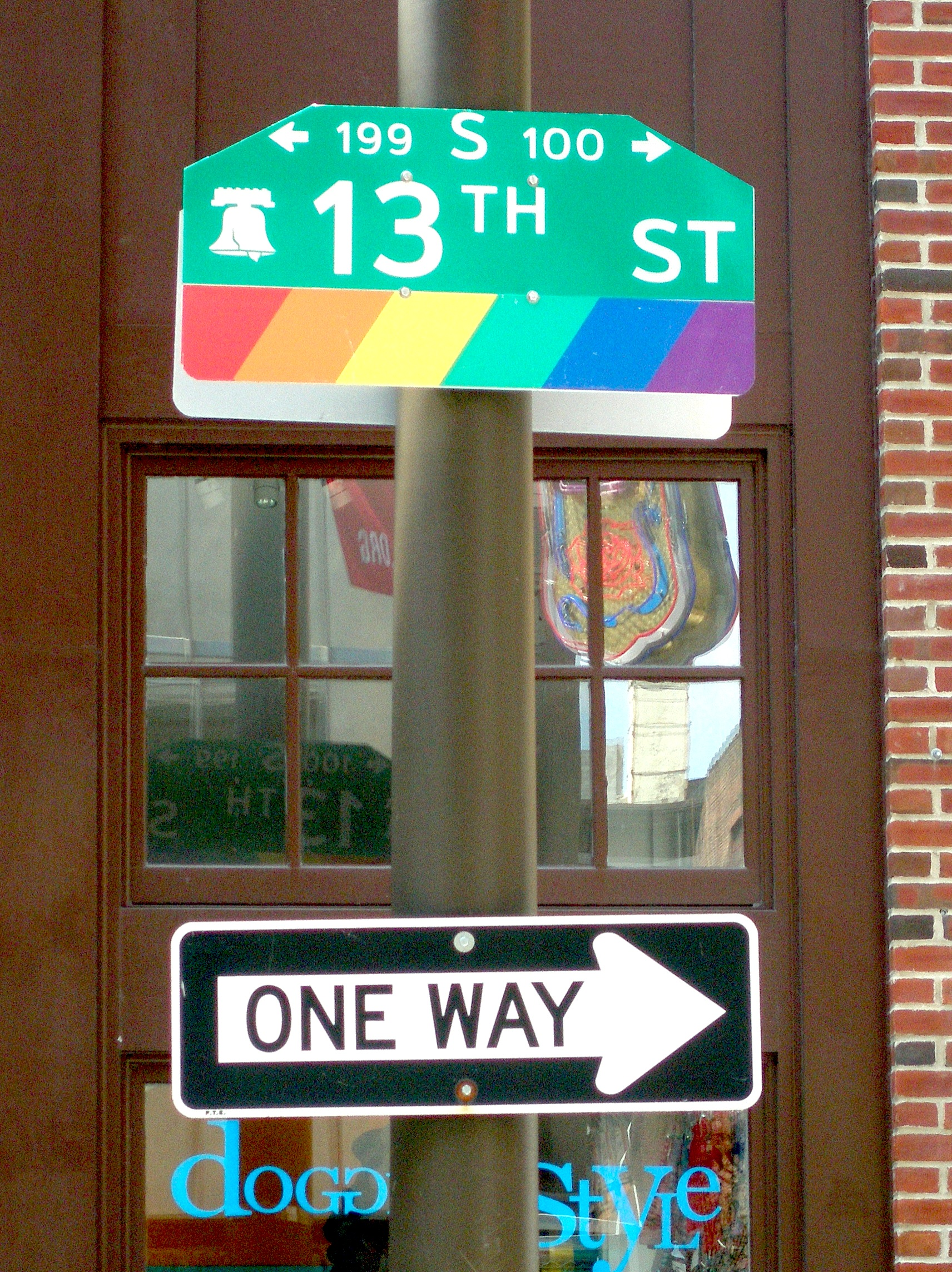
Straatbord in de Gayborhood van Philadelphia

In 2006 telde Philadelphia 179.459 personen die zich identificeerde als homo, lesbi of biseksueel. Hiermee stond de stad indertijd net in de top 10 van grootste lhbt-steden van de VS. Het aantal partners van het gelijke geslacht bedroeg in dit jaar een aantal van 4.033. Het aantal transpersonen is niet bekend, wel is bekend dat in 2015 2.200 niet gender conformerende personen leven of werken in de regio. In 2013 nam burgemeester Michael Nutter de lokale LGBT Equality Bill aan dat er onder meer voor zorgde dat transgenders betere toegang tot de zorg in de stad krijgen. Philadelphia heeft ook een eigen homobuurt die zich nabij Washington Square bevindt. Dit gebied kenmerkt zich door een grote dichtheid aan lhbt-vriendelijke bedrijven, restaurants en uitgaansgelegenheden. In 2007 werd het gebied officieel erkend door de stad. Sinds 1972 wordt in Philadelphia ook jaarlijks een pride georganiseerd.

### Religie
Uit onderzoek van het Pew Research Center uit 2014 is gebleken dat 68 procent van de stadsbevolking zichzelf identificeert als christen: 41 procent zegt protestants te zijn en 26 procent noemt zich rooms-katholiek. Bijna een kwart van de bevolking heeft geen religieuze affiliatie, terwijl 8 procent een ander geloof aanhangt. Ook kent Philadelphia een grote joodse gemeenschap; die vormde in 2010 4,6 procent van de inwoners. De stad telt het grootste aantal synagoges per hoofd in de Verenigde Staten.

### Misdaad
Het bloedigste jaar in de geschiedenis van Philadelphia was 1990 toen er 500 moorden in de stad gepleegd werden, gemiddeld 32 moorden op de 100.000 inwoners. In 2014 stond de stad op de zesde plaats van meest dodelijke steden in het land. Zes jaar later werden er in de stad 499 mensen vermoord. Dit was een stijging van 40 procent ten opzichte van het jaar daarvoor en was tevens net iets lager dan het record uit 1990. De meeste slachtoffers van dodelijk geweld waren jonge, zwarte mannen. In 2024 bereikte het aantal moorden in de stad een nieuw laagterecord, namelijk van 269.
| Jaar                | 1990 | 1995 | 2000 | 2005 | 2010 | 2015 | 2020 |
| Aantal moorden      | 500  | 432  | 319  | 380  | 306  | 280  | 499  |
| Moorden per 100.000 | 32   | 27   | 22   | 26   | 19   | 16   | 22   |

In 2014 vonden er in de stad 15.925 gewelddadige misdaden plaats: 248 moorden, 1207 verkrachtingen, 6970 overvallen en 7500 zware mishandelingen. Uit onderzoek in dat jaar bleek dat 43 procent van de bevolking van Philadelphia zich in de stad tamelijk veilig voelde en 15 procent zich onveilig waande.
Sinds 2006 kende de gewelddadige misdaad in de stad een dalende trend. Op basis van het aantal gewelddadige misdaden per 1000 inwoners stond Philadelphia in 2018 op de 76ste plaats in de lijst van gevaarlijke steden met meer dan 25.000 inwoners in Amerika.
Het bezit van marihuana werd in 2014 door burgemeester Michael Nutter gelegaliseerd. Zo is het niet langer strafbaar om wiet in bezit te hebben, zolang het minder is dan 30 gram. Met deze wetgeving is Philadelphia de grootste stad in de Verenigde Staten waar het is toegestaan om wiet te hebben. Twee jaar eerder werd het gebruik van marihuana bij 32,9 procent van de mensen aangetroffen die een positieve drugstest hadden ondergaan en marihuana was daarmee de drug die het meest werd aangetroffen bij de tests.

## Economie

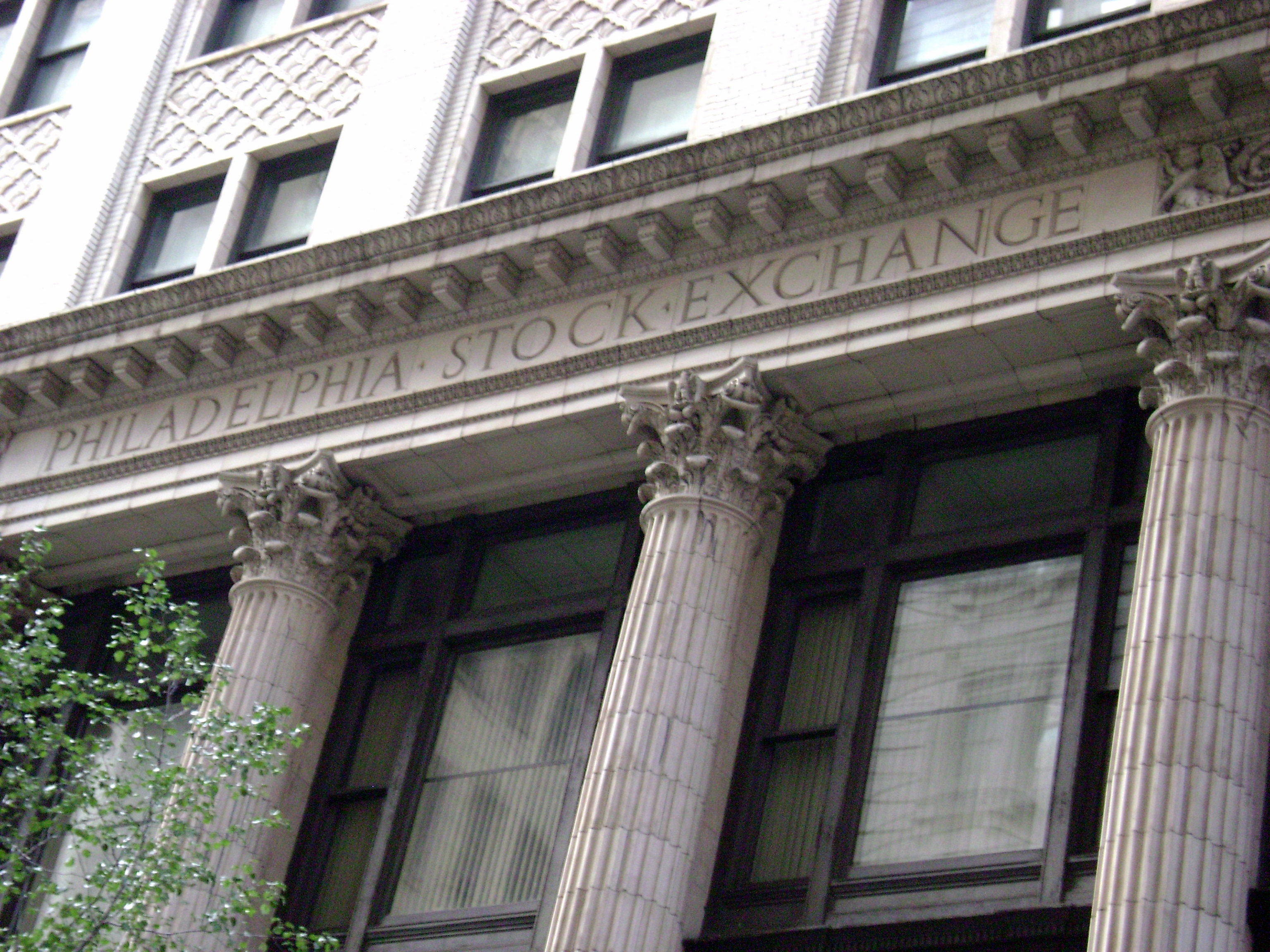
De Philadelphia Stock Exchange

Philadelphia is het centrum van de economische activiteit van de staat Pennsylvania en heeft binnen haar stadsgrenzen de hoofdkantoren van vijf bedrijven die opgenomen zijn in de Fortune 500: Comcast Corporation, Aramark, Crown Holdings, FMC Corporation en Urban Outfitters. Ook zijn er in en om de stad verschillende Nederlandse bedrijven gevestigd. ARCADIS heeft een vestiging in Center City. AkzoNobel is gevestigd in Malvern en DSM in Exton; beide plaatsen vallen binnen de stedelijke conglomeratie. Volgens het Bureau of Economic Analysis bedraagt het bruto grootstedelijk product in 2017 zo'n $ 422 miljard, waarmee het op de zevende plek staat van grootste grootstedelijke economieën in Amerika. De economische sectoren die in Philadelphia zijn vertegenwoordigd zijn informatietechnologie, olieraffinage, voedselverwerking, gezondheidszorg, biotechnologie, toerisme en financiële diensten. Daarnaast is de voormalige hoofdstad de thuisbasis van de Philadelphia Stock Exchange. De drie grootste werkgevers in de privésector zijn het Thomas Jefferson University Hospital, het Children's Hospital en de Universiteit van Pennsylvania.
Het gemiddelde loon in Philadelphia in 2023 bedroeg 37.669 dollar. Zo'n 22 procent van de bevolking leefde onder de armoedegrens. Het jaarlijkse werkloosheidcijfer bedroeg in 2014 7,8% van de bevolking wat een daling was 1,3% ten opzichte van het voorgaande jaar, maar het cijfer is wel 1,6% hoger dan het gemiddelde van de Verenigde Staten. De daling van het werkloosheidcijfer in 2014 kwam voort uit de creatie van 8.800 nieuwe banen in de stad.
Het Globalization and World Cities Network beoordeelde Philadelphia als een "Beta+ City" in de categorisatie van wereldsteden in 2012.

### Media
Philadelphia kent twee grote dagbladen:The Philadelphia Inquirer die op de achttiende plek staat van grootste dagbladen van de Verenigde Staten en tevens de op drie na oudste krant van Amerika is. De Philadelphia Daily News is het andere dagblad en gezamenlijk hebben de twee bladen ongeveer 500.000 lezers. Daarnaast heeft Philadelphia nog enkele andere bladen zoals de Philadelphia Weekly, Philadelphia City Paper en de Philadelphia Gay News.
KYW-TV is de oudste lokale televisiezender van de metropool. De zender werd onder de naam W3XE opgericht en zond voor het eerst uit op 28 juni 1932. Indertijd was W3XE eigendom van de Philco Corporation waar in 1932 en '33 uitvinder en televisiepionier Philo Farnsworth werkte. In 1941 werd W3XE, als derde in het land, een commerciële tv-zender die twaalf jaar later gekocht werd door Westinghouse Electric Company. De zender kwam vervolgens in handen van NBC en werd uiteindelijk in 1995 eigendom van CBS.
De overige lokale zenders in Philadelphia werden pas in de jaren zeventig opgericht. Een van die zenders was WFIL (thans WPVI) en is bekend van de televisieshow American Bandstand die tot 1989 op de zender draaide.

### Toerisme
De regio Philadelphia trok in 2013 in totaal 39 miljoen bezoekers. Dit aantal liep in 2015 op naar 41 miljoen en in dat jaar was toerisme goed voor een impact van 10,7 miljard dollar op de plaatselijke economie. Het Independence National Historical Park, met daarin de Independence Hall, Liberty Bell en andere bezienswaardigheden, trok in 2016 alleen al meer dan vijf miljoen bezoekers, ruim 17 procent meer dan in het voorgaande jaar.

## Cultuur

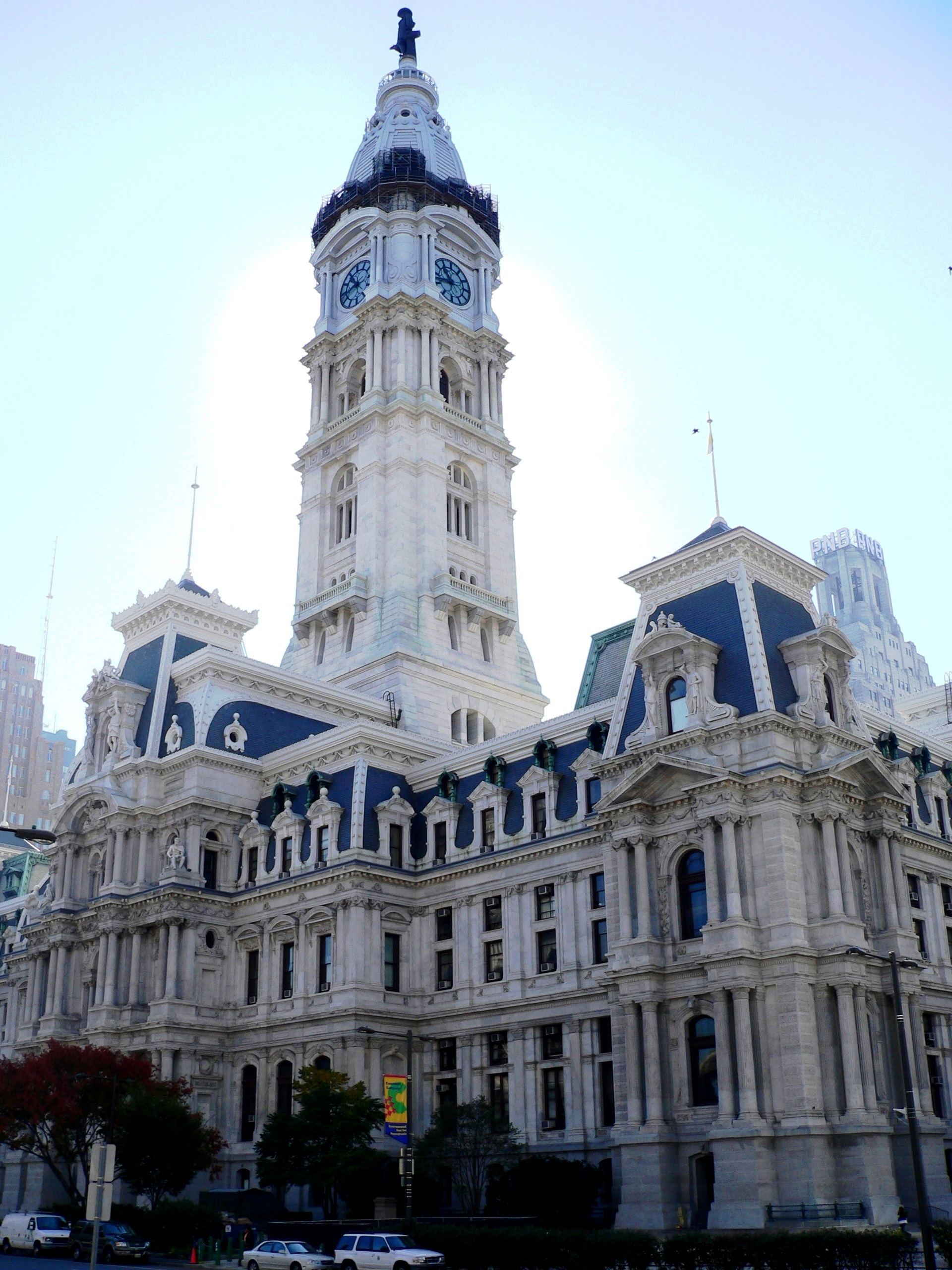
Het stadhuis van Philadelphia in 2006

### Architectuur
Philadelphia kent in totaal 67 National Historic Landmarks en daarmee staat de stad op de derde plaats van steden met de meeste historische plaatsen binnen de stadsgrenzen. Het Independence National Park is het centrum van het UNESCO Werelderfgoed in de stad. Andere bekende toeristische bezienswaardigheden zijn de First en Second Bank of the United States, Fort Mifflin en de Gloria Dei (Old Swedes') Church.
Het oude koloniale Philadelphia werd gedomineerd door houten huizen die later werden vervangen door stenen varianten. Gedurende de 18e eeuw raakte de georgiaanse architectuur in de mode en in deze stijl werden de Independence Hall en de Christ Church opgetrokken. In de 19e eeuw werden als eerste in de Verenigde Staten in Philadelphia de rijtjeshuizen geïntroduceerd. Toen deze huizen ook elders in het land gebouwd werden, kwamen ze daar bekend te staan als "Philadelphia Rows" (Philadelphiarijen). Gedurende deze eeuw groeide Frank Furness uit tot de grootste architect van de voormalige hoofdstad en hij was onder andere verantwoordelijk voor het ontwerp van het Pennsylvania Academy of the Fine Arts. Het Stadhuis van Philadelphia werd opgetrokken in de architectonische stijl van het Tweede Franse Keizerrijk. Het stadhuis was tot 1908 het hoogste gebouw van de wereld en tot 1987 het hoogste gebouw van de stad. In dat jaar werd het in hoogte voorbijgestreefd door het Liberty Place. In 2003 werd het nieuwe Liberty Bell Center geopend. In dit gebouw, dat ontworpen werd door Robert Cywinski, hangt de gelijknamige klok. Het magazine Curbed plaatste het Vanna Venturi House, ontworpen door Robert Venturi, in 2019 op de eerste plek van de meest iconische gebouwen van Philadelphia. Op de tweede en derde plek volgden het Margaret Esherick House en de Fisher Fine Arts Library. Aan de oever van de Schuylkill is de Boathouse Row te vinden. De huizen hier zijn door verschillende architecten ontworpen en zijn in verscheidene architectonische stijlen gebouwd, zoals in mediterranean Revival-architectuur en colonial Revival-architectuur.
In Philadelphia verrees ook de eerste Amerikaanse wolkenkrabber in Internationale Stijl, die thans bekendstaat als het PSFS Building. De skyline van Philadelphia bestaat momenteel uit 456 hoge gebouwen, waaronder 94 wolkenkrabbers. Sinds 2018 is het Comcast Technology Center met 339 meter het hoogste gebouw van de stad. Het gebouw van zestig verdiepingen kostte in totaal 1,5 miljard dollar.

### Kunst

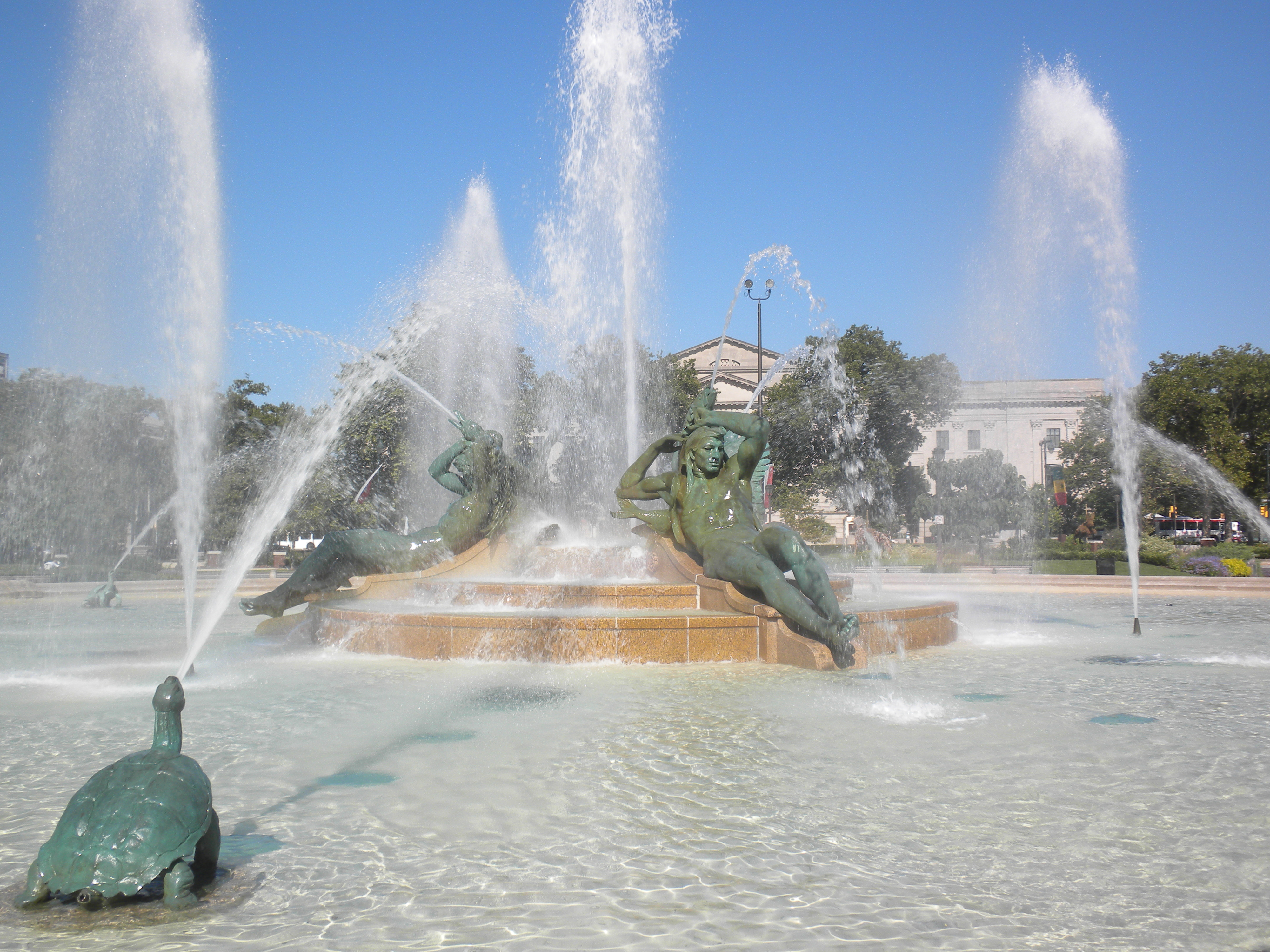
Het Swann Memorial Fountain

De stad herbergt vele musea waarvan het Philadelphia Museum of Art het grootst en het bekendst is. Het museum heeft een collectie van ruim 240.000 kunstvoorwerpen, waarvan meer dan de helft online bekeken kan worden. In het museum zijn onder andere Compositie van verhoudingen van Theo van Doesburg en Le Pont Neuf, après-midi van Camille Pissarro te bewonderen. Het Rodin Museum, dat officieel deel uitmaakt van het Philadelphia Museum of Arts, bezit de grootste collectie aan beeldhouwwerken van Auguste Rodin buiten Frankrijk. In de Barnes Foundation is een grote verzameling te bewonderen van Franse Impressionistische kunst. Een ander gerenommeerd museum is de Pennsylvania Academy of the Fine Arts. Daarnaast kent Philadelphia de meeste public art van Amerika. Enkele voorbeelden hiervan zijn de Swann Memorial Fountain op Logan Square en de Clothespin op Centre Square Plaza.
Verder heeft Philadelphia zo'n 2700 muurschilderingen, waarmee het de plaats is met het grootste aanbod ter wereld. De stad heeft een Mural Arts Program dat ongewenste graffiti wil uitroeien en verloedering van wijken wil tegengaan. Deze organisatie heeft in 2011 het duo Haas&Hahn ingehuurd om de wijk Germantown, in het noorden van Philadelphia, samen met de lokale bevolking te voorzien van muurschilderingen.

### Muziek

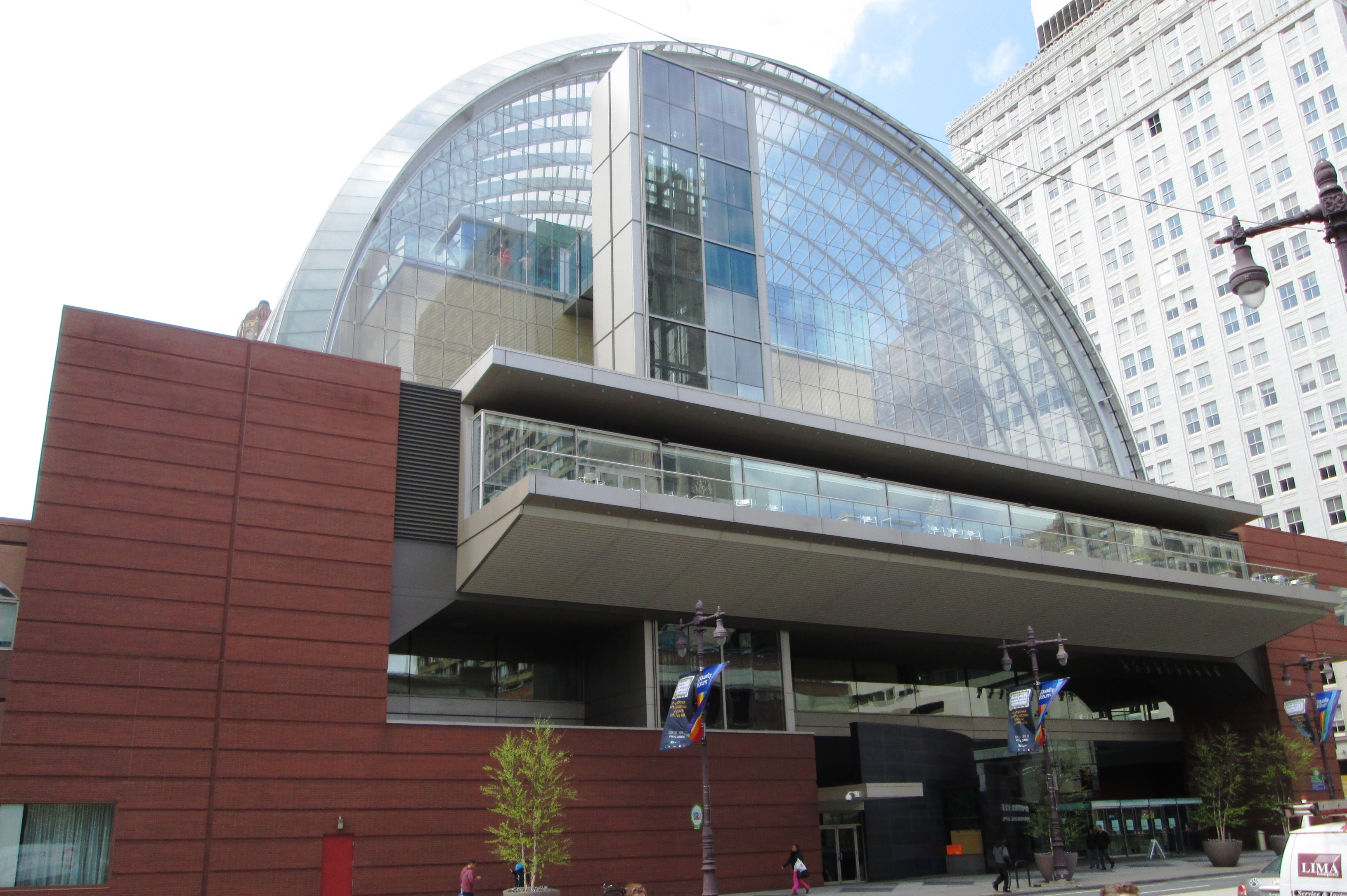
Het Kimmel Center van het zuiden uit gezien

Aan de Avenue of Fine Arts zijn vele theaters en restaurants gevestigd, waaronder het Kimmel Center for the Performing Arts, de thuisbasis van het prestigieuze Philadelphia Orchestra. Een blok verder in het centrum is het Walnut Street Theatre gevestigd dat bekend staat als het oudste theater van Amerika.
Op 13 juli 1985 vond de Amerikaanse Live Aid plaats in het John F. Kennedy Stadium van Philadelphia. Ook de Amerikaanse Live 8 werd in de stad opgevoerd, ditmaal op de Benjamin Franklin Parkway. Philadelphia heeft in de loop van de tijd vele artiesten voortgebracht en dan met name in de hiphop. Onder hen bevinden zich The Roots, DJ Jazzy Jeff & The Fresh Prince, Freeway, Schoolly D, Eve en Lisa Lopes. Ook de bands Bloodhound Gang, The Four Aces, The Stylistics, The Three Degrees en The War on Drugs komen uit Philadelphia. De soulmuziek die artiesten uit Philadelphia maakten in de jaren 60 en 70 van de twintigste eeuw werd de Philly Sound genoemd. Veel muziek van deze sound werd geproduceerd door het platenlabel Philadelphia International Records dat was opgezet door Kenneth Gambell en Leon Huff. Artiesten die onder contract stonden bij dit label waren onder andere The O'Jays en Billy Paul.

### Evenementen
Er worden jaarlijks in Philadelphia verschillende festivals en andere evenementen georganiseerd. Een van de bekendste evenementen is de Mummers Parade die sinds 1901 op Nieuwjaarsdag wordt gehouden. De St. Patrick's Day Parade is erg populair onder de plaatselijke Ierse Amerikanen. Sinds 1993 worden er in de zomer rondom Independence Day verschillende evenementen georganiseerd, zoals het meerdaagse Welcome America waarbij gevierd wordt dat Philadelphia de geboorteplaats van de Verenigde Staten is. In september wordt het zestiendaagse Philadelphia Live Arts Festival georganiseerd door PrideFest ter promotie de LGBT-rechten. Sinds 1829 wordt er jaarlijks door het Pennsylvania Horticultural Society een bloemenshow in Philadelphia georganiseerd. Het is de grootste indoor bloemenshow van Amerika.

### Sport

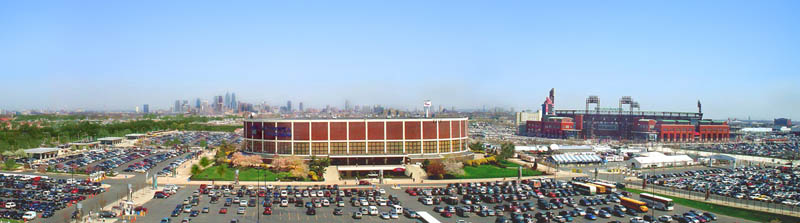
Het Sportcomplex van Philadelphia in 2007. In het midden staat het oude Wachovia Spectrum dat in 2010 afgebroken is en rechts in de hoek ligt het Citizens Bank Park. De foto is gemaakt op het dak van het Wells Fargo Center.

Philadelphia is een van de twaalf Amerikaanse steden die vertegenwoordigd zijn in elk van de vier grote Amerikaanse sporten: American football, basketbal, honkbal en ijshockey. Van de sportclubs uit de stad die op topniveau presteren zijn de Philadelphia Eagles het succesvolst met drie titels. In South Philadelphia ligt het sportcomplex van de stad met daarin de stadions Lincoln Financial Field, Citizens Bank Park en het Wells Fargo Center. Voorheen lag daar ook het John F. Kennedy Stadium dat in 1992 is afgebroken. Naast de grote traditionele Amerikaanse sporten is de stad met Philadelphia Union ook vertegenwoordigd in de Major League Soccer.
Ook worden er tal van andere sportevenementen in de stad georganiseerd. Sinds 1978 wordt er jaarlijks de Halve marathon van Philadelphia gelopen. De Philadelphia Cycling Classic vindt sinds 1985 plaats rondom de stad. De eerste editie van deze wielrenwedstrijd werd door schaatskampioen Eric Heiden gewonnen. Tot halverwege de jaren negentig had Philadelphia ook zijn eigen ATP en WTA-tennistoernooi. Een andere populaire sport in de stad is het roeien dat een traditie kent die teruggaat tot de 18e eeuw. De lokale bond organiseert jaarlijks verschillende regatta's op de Schuylkill.
Op 22 april 2013 maakte burgemeester Michael Nutter bekend dat Philadelphia geïnteresseerd was in het organiseren van de Olympische Zomerspelen 2024. Eerder had de stad al getracht om mee te dingen naar de organisatie van de editie van 2016. Ruim een jaar later maakte de burgemeester bekend dat hun bid niet zou worden doorgezet vanwege de enorme kosten die eraan verbonden waren.
Tussen 1980 en 2008 wisten de grote professionele sportteams uit Philadelphia geen enkele prijs te winnen. De verklaring hiervoor was het feit dat in 1987 het hoogste punt van de stad, het standbeeld van William Penn op het stadhuis, qua hoogte werd voorbij gestreefd door de wolkenkrabber One Liberty Place. Sindsdien wist geen enkel groot team uit de stad meer een prijs te winnen. Er werd vervolgens gesproken over een vloek "The Curse of William Penn". In 2007 plaatsten een paar bouwvakkers in de top van de nieuwste hoogste wolkenkrabber, Comcast Center, een beeldje van William Penn om daarmee de vloek op te heffen. Vervolgens wisten de Philadelphia Phillies ruim een jaar later de World Series te winnen en in 2018 wonnen de Eagles de Super Bowl voor het eerst in hun bestaan.
| Club                  | Sport             | League                                   | Kampioenschappen           | Stadion                 |
| --------------------- | ----------------- | ---------------------------------------- | -------------------------- | ----------------------- |
| Philadelphia Eagles   | American football | National Football League; NFC            | 3 (1948, 1949, 1960, 2018) | Lincoln Financial Field |
| Philadelphia Flyers   | IJshockey         | National Hockey League; Eastern          | 2 (1973-74, 1974-75)       | Wells Fargo Center      |
| Philadelphia Phillies | Honkbal           | Major League Baseball; NL                | 2 (1980, 2008)             | Citizens Bank Park      |
| Philadelphia 76ers    | Basketbal         | National Basketball Association; Eastern | 2 (1966-67, 1982-83)       | Wells Fargo Center      |
| Philadelphia Phantoms | IJshockey         | American Hockey League                   | 2 (1997-98, 2004-05)       | Wachovia Spectrum       |
| Philadelphia Soul     | Arena football    | Arena Football League                    | 1                          | Wells Fargo Center      |
| Philadelphia Union    | Voetbal           | Major League Soccer                      | 0                          | PPL Park                |

### Eten en drinken

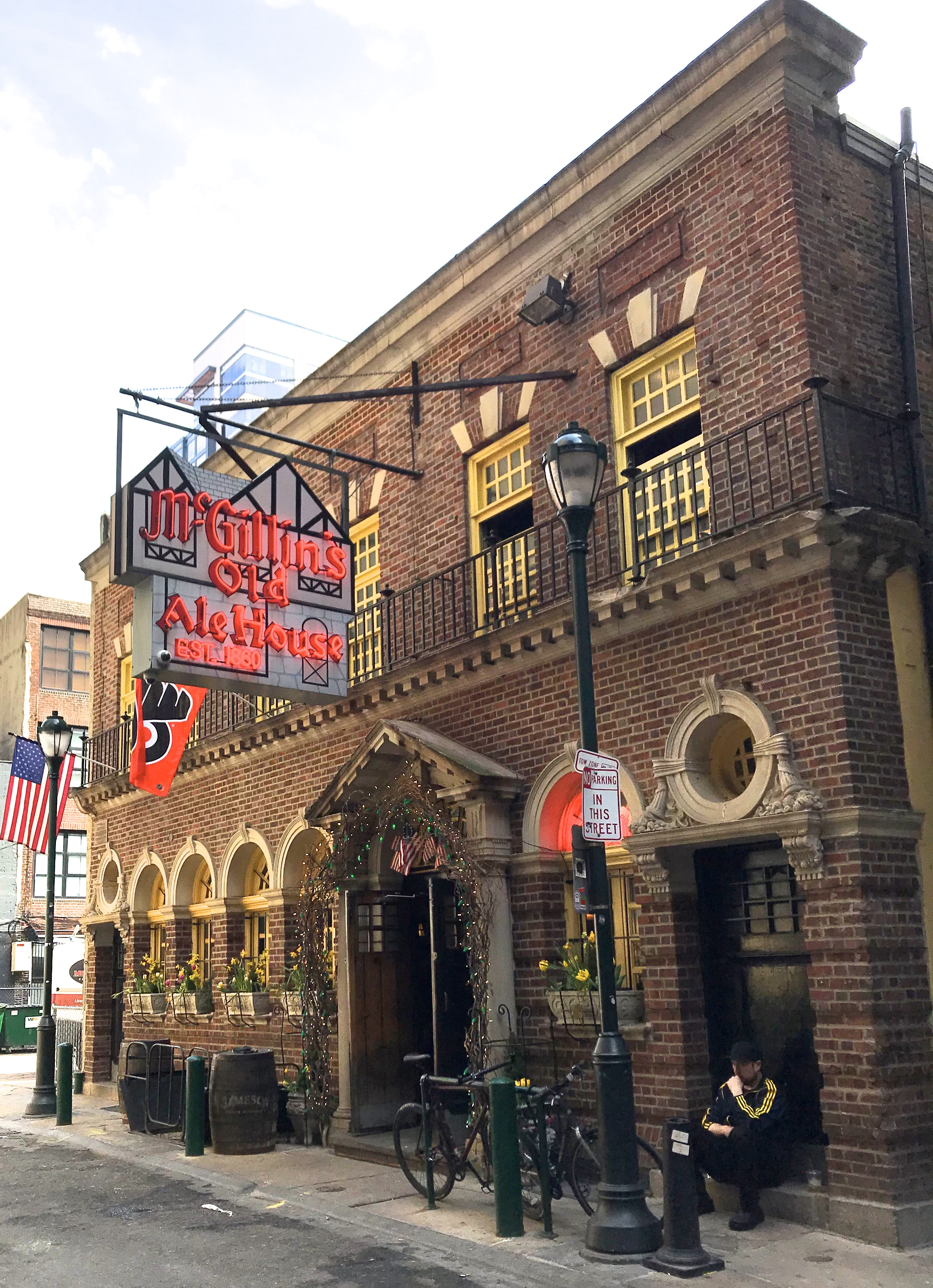
McGillin's Olde Ale House

De lokale keuken is erg beïnvloed door de vele etnische groepen in Philadelphia en verschillende gerechten zijn iconisch voor de stad geworden. Zo zijn hoagies, cheesesteak, waterijs en soft pretzels afkomstig uit Philadelphia. Een ander bekend gerecht is de Philadelphia Pepper Pot, een soep op basis van pens, vlees en groenten, die in de stad ontwikkeld zou zijn tijdens de Amerikaanse Onafhankelijkheidsoorlog.
McGillin's Olde Ale House, dat gelegen is aan Drury Street in Center City en de oudste kroeg is van de stad, bestaat al sinds 1860. De grote restaurants zijn gevestigd in de Center City en zijn vooral rond Rittenhouse Square, Old City, Chinatown en East Passyunk Avenue te vinden.

### Philadelphia in de populaire cultuur
De trappen voor het Philadelphia Museum of Art werden wereldberoemd door de film Rocky, waar de 72 treden als trainingstoestel werden gebruikt door Rocky Balboa (gespeeld door Sylvester Stallone). In 1982 werd bij deze trappen voor de film Rocky III een standbeeld van de hoofdrolspeler geplaatst, in opdracht van Stallone. Na de filmopnames werd het standbeeld achtergelaten als een cadeau aan de stad. Volgens Dick Doran, de directeur City Commerce, had Stallone meer voor het imago van de stad gedaan dan wie dan ook sinds Benjamin Franklin.
Philadelphia is een andere film waarin de stad een belangrijke plaats van handeling is. Bruce Springsteen kreeg een Oscar voor het lied Streets of Philadelphia dat hij voor de film schreef. Ook de films National Treasure en Invincible hebben Philadelphia als achtergrond. Andere films waarin de stad voorkomt zijn Kitty Foyle, The Philadelphia Story, Blow Out, The Philadelphia Experiment, The War of the Roses en Shooter. Daarnaast spelen ook verschillende televisieseries, zoals Cold Case, It's Always Sunny in Philadelphia, Body of Proof en Boy Meets World zich in de voormalige hoofdstad af.

## Onderwijs

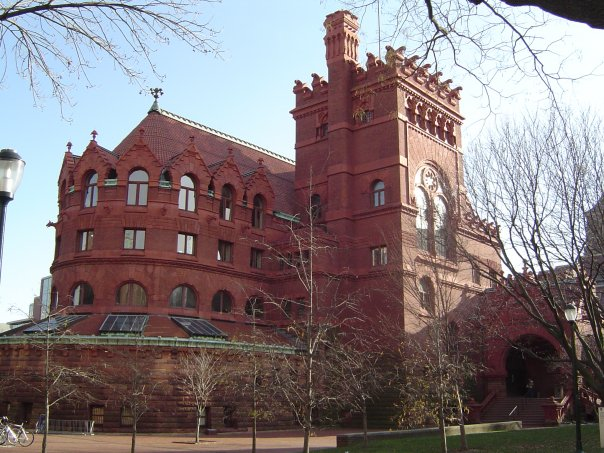
The Fisher Fine Arts Library is gelegen op de campus van de Universiteit van Pennsylvania en is ontworpen door architect Frank Furness.

Philadelphia heeft de op drie na grootste studentenpopulatie aan de oostkust van de Verenigde Staten, met meer dan 120.000 studenten in de stad zelf en meer dan 300.000 in de stedelijke conglomeratie. De voormalige hoofdstad kent in totaal ruim tachtig colleges, universiteiten en vakscholen. De Universiteit van Pennsylvania, die onderdeel uitmaakt van de Ivy League, claimt de oudste universiteit van het land te zijn. Philadelphia telt nog meer universiteiten, waaronder de La Salle-universiteit, de University of the Arts, de Wharton School, Drexel University, Temple University en Saint Joseph's University. Ook het toonaangevende conservatorium Curtis Institute of Music is een belangrijk onderwijsinstituut in de stad. Meer dan een derde van de bevolking heeft een bachelordiploma of een hogere graad en ruim 87 procent van de bevolking heeft zijn high school diploma.

## Verkeer en vervoer

### Openbaar vervoer

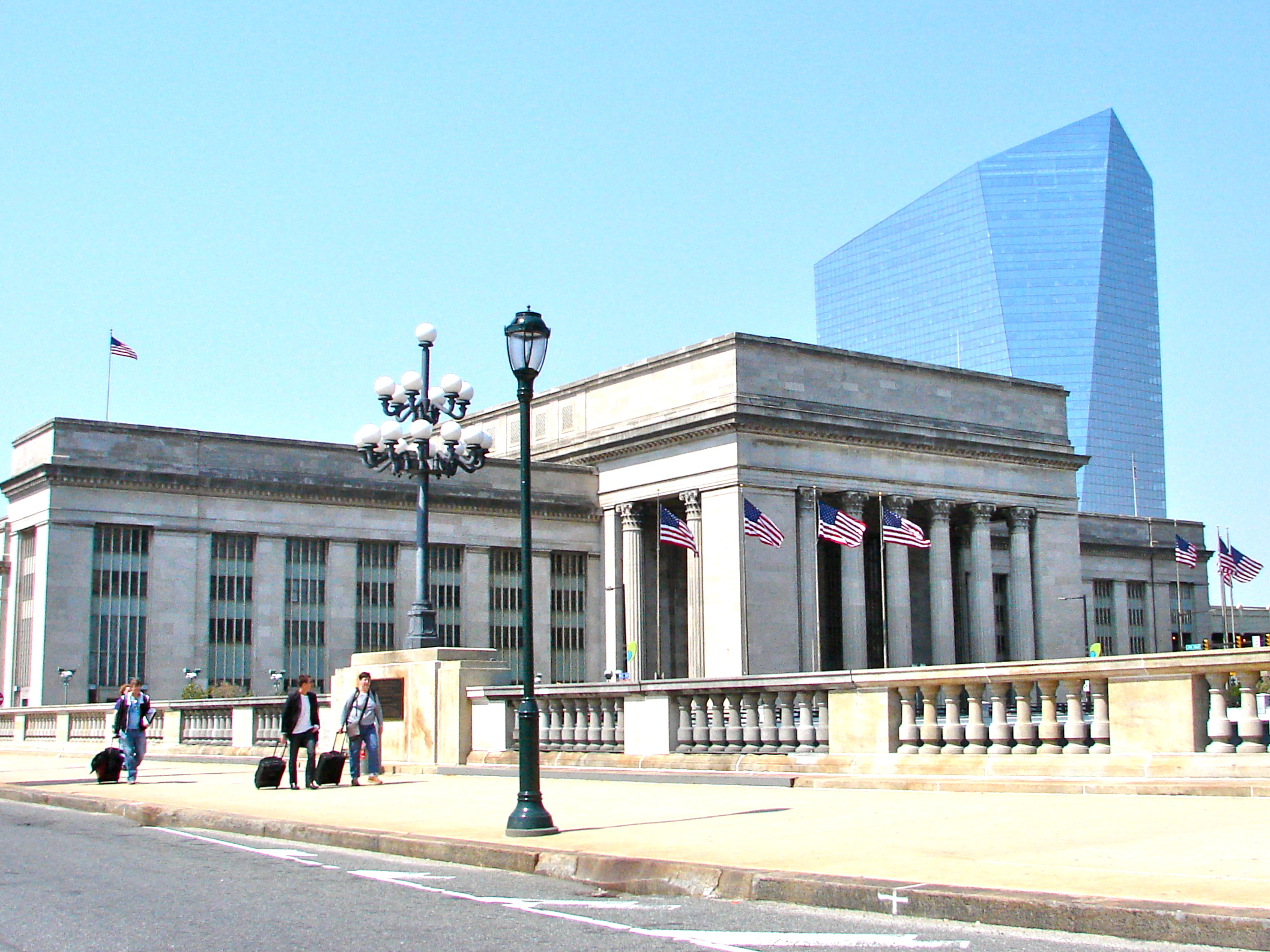
Het 30th Street Station

Philadelphia heeft een eigen metro sinds 1907, waarmee het een van de oudste metrosteden van de Verenigde Staten is. Momenteel maakt het openbaar vervoer in Philadelphia gebruik van bussen, treinen en verschillende tramlijnen, waaronder een semi-metronet. De exploitatie wordt geregeld door de SEPTA. Deze organisatie verzorgt ook het openbaar vervoer dat de stad verbindt met naburige county's. Binnen de stadsgrenzen lopen er twee verschillende metrolijnen, namelijk de Broad Street Line en de Market-Frankford Line. De PATCO Speedline, een 23 km lange boven- en ondergrondse metrolijn, verbindt Philadelphia met Lindenwold in Camden County (New Jersey). Het heeft aansluitingen op lijnen van SEPTA en is een van de grootste openbaarvervoernetwerken van de Verenigde Staten. In 2011 vervoerde het metronetwerk van Philadelphia gemiddeld per dag 293.000 personen.
Het centraal station van Philadelphia is het 30th Street Station, waar het plaatselijke openbaar vervoer aansluit op de nationale Amtrak. Ook is de stad een belangrijke stopplaats voor de Greyhounds die de stad onder meer verbinden met Denver en Kansas City. In februari 2017 werd het debat opnieuw geopend om Philadelphia rechtstreeks via rails met Reading te verbinden, nadat eerdere pogingen om de twee steden onderling te verbinden waren vastgelopen.

### Vliegvelden
Er zijn twee vliegvelden. Internationale vluchten gebruiken de Philadelphia International Airport, ten zuiden van de metropool. De luchthaven stond in 2013 op de vijftiende plaats op de lijst van drukste luchthavens ter wereld. Het andere vliegveld is Northeast Philadelphia Airport (PNE). Het ligt in het noordoosten van de stad en verzorgt voornamelijk de nationale vluchten.

### Wegverkeer
Overeenkomstig de plannen van William Penn werden de straten van Philadelphia aangelegd in een dambordpatroon. Het stratenplan is in vier stukken verdeeld door twee haaks op elkaar staande hoofdstraten, de Market Street die vanaf de rivier de Delaware naar het westen loopt en de Broad Street die een noord-zuid oriëntatie heeft. Het kruispunt van de twee ligt midden op het Centre Square. De straten die evenwijdig aan de Broad Street van noord naar zuid lopen worden aangeduid met een nummer, voorafgegaan door een S voor het stuk ten zuiden van de Market Street en een N voor het noordelijk deel. Ook de Broad Street zelf heeft deze prefixen. Alle straten die van oost naar west lopen, met uitzondering van de Market Street, zijn genoemd naar bomen, zonder voorvoegsel.
Philadelphia wordt doorsneden door een aantal snelwegen. De Interstate 95 loopt door de stad langs de Delaware, ruwweg van zuidwest naar noordoost. De Interstate 76 (oost) doorkruist de stad ongeveer van zuidoost naar noordwest. Ook de U.S. Routes 1 en 30 lopen door de stad. Vanuit Philadelphia kan New Jersey bereikt worden over vier grote bruggen die de Delaware overspannen, de Walt Whitman Bridge, de Benjamin Franklin Bridge, de Betsy Ross Bridge en de Commodore Barry Bridge.
Door de stad heen ligt een totaal 435 mijl aan fietspaden waarmee Philadelphia aan het uitgroeien is tot een van de meest fietsvriendelijkste steden van Amerika. Center City wordt zelfs beschouwd als de meest fietsvriendelijkste binnenstad van het land. In april 2015 werd het fietsverhuursysteem Indego gelanceerd in de stad. In totaal zijn er verspreid over de stad zestig verschillende stations van Indego waar fietsen gehuurd kunnen worden.

## Bestuur en politiek

### Stadsbestuur

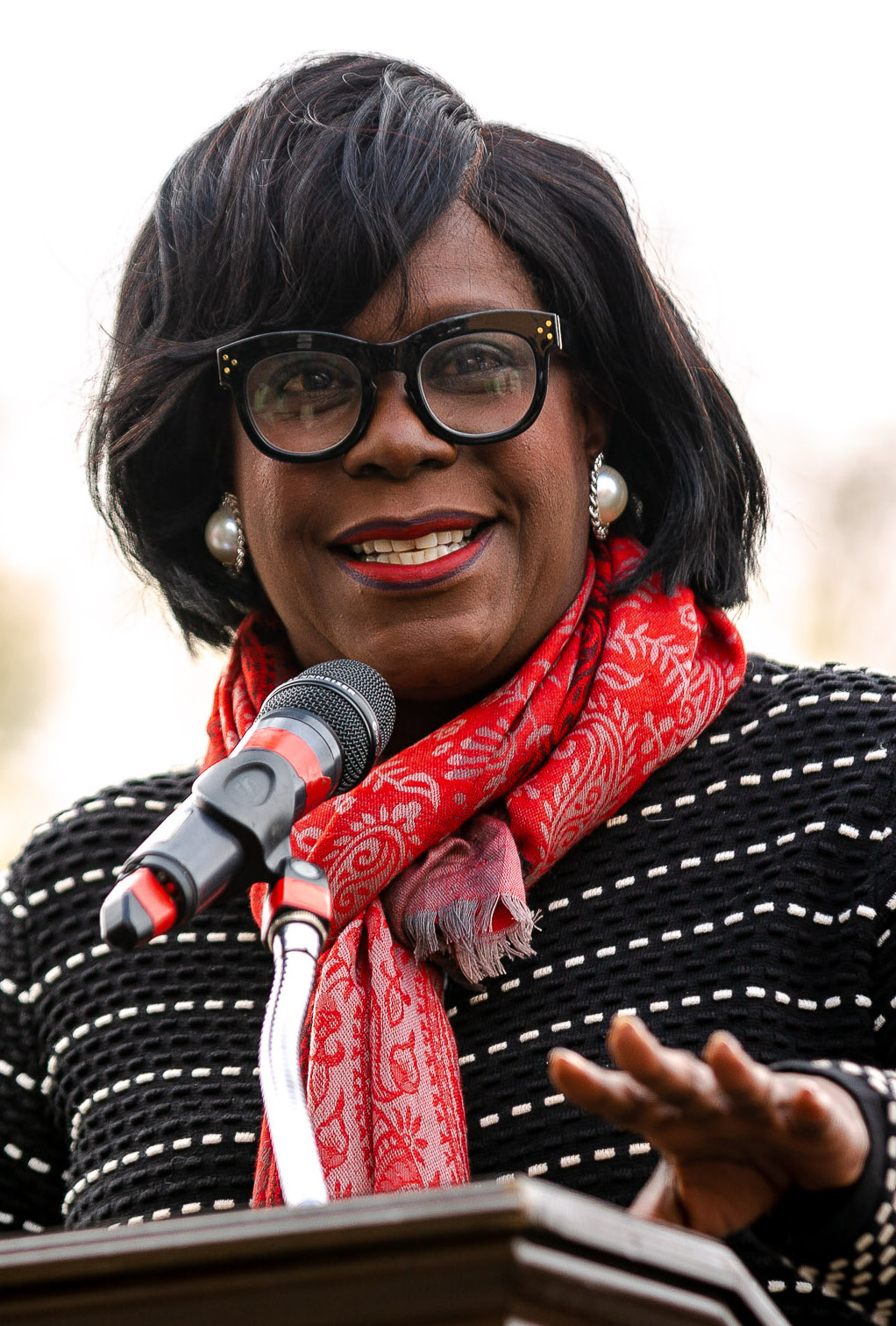
Burgemeester Cherelle Parker

Philadelphia wordt bestuurd door een gekozen burgemeester die een ambtstermijn heeft van vier jaar en maximaal eenmaal herkozen kan worden. De burgemeester wordt in het bestuur van de stad bijgestaan door het Philadelphia City Council dat bestaat uit tien raadsleden die de verschillende stadsdistricten vertegenwoordigen, en zeven overige leden. Op 2 januari 2024 werd de Democraat Cherelle Parker ingezworen als de 100ste burgemeester van de stad. Zij volgde toen de eveneens Democratisch Jim Kenney op, die na twee termijnen niet herverkiesbaar was.
In Philadelphia zijn verschillende rechtbanken gehuisvest, waaronder het Hooggerechtshof van Pennsylvania en het Hof van Beroep voor het 3e circuit. Het Philadelphia Police Department, dat in 1751 werd opgericht en momenteel 6600 agenten in dienst heeft, is verantwoordelijk voor de ordehandhaving in de stad.

### Politiek
Van de Amerikaanse Burgeroorlog tot de jaren 50 was Philadelphia een overwegend Republikeinse stad. In 1856 vond in Philadelphia de eerste nationale conventie van de Republikeinse Partij plaats. Na de crisis van de jaren 30 namen de Democraten in aantal toe. Bij de presidentsverkiezingen van 1936 wist de Democratische kandidaat Franklin D. Roosevelt er voor het eerst een meerderheid te behalen. Sindsdien heeft de meerderheid van de stad bij de presidentsverkiezingen altijd Democratisch gestemd. Sinds 1952 zijn alle burgemeesters van de stad Democraten geweest. Ook in het City Council zijn de Democraten in de meerderheid.
Op 31 december 2015 waren er 1.003.518 geregistreerde kiezers in Philadelphia. 78 procent is Democraat, terwijl 11 procent geregistreerd is als Republikein. Nog eens 11 procent van de geregistreerde kiezers gaf geen of een andere partijvoorkeur op in de enquête.
| Jaar          | 1964  | 1968  | 1972  | 1976  | 1980  | 1984  | 1988  | 1992  | 1996  | 2000  | 2004  | 2008  | 2012  | 2016  | 2020  | 2024  |
| Democraten    | 73,4% | 61,8% | 55,1% | 66,3% | 58,7% | 64,9% | 66,6% | 68,2% | 77,4% | 80,0% | 80,4% | 83,0% | 85,2% | 82,3% | 81,3% | 78,6% |
| Republikeinen | 26,2% | 29,9% | 43,9% | 32,0% | 34,0% | 34,6% | 32,5% | 20,9% | 16,0% | 18,0% | 19,3% | 16,3% | 14,0% | 15,3% | 17,9% | 19,9% |

### Stedenbanden
Philadelphia heeft stedenbanden met diverse steden en heeft ter ere van die banden een eigen Sister Cities Park aan de Benjamin Franklin Parkway. Met de volgende steden of regio's heeft de stad jumelages:
- Abruzzen (Italië)
- Aix-en-Provence (Frankrijk)
- Douala (Kameroen)
- Florence (Italië)
- Frankfurt (Duitsland)
- Incheon (Zuid-Korea)
- Kobe (Japan)
- Nizjni Novgorod (Rusland)
- Tel Aviv (Israël)
- Tianjin (China)
- Toruń (Polen)

## Galerij

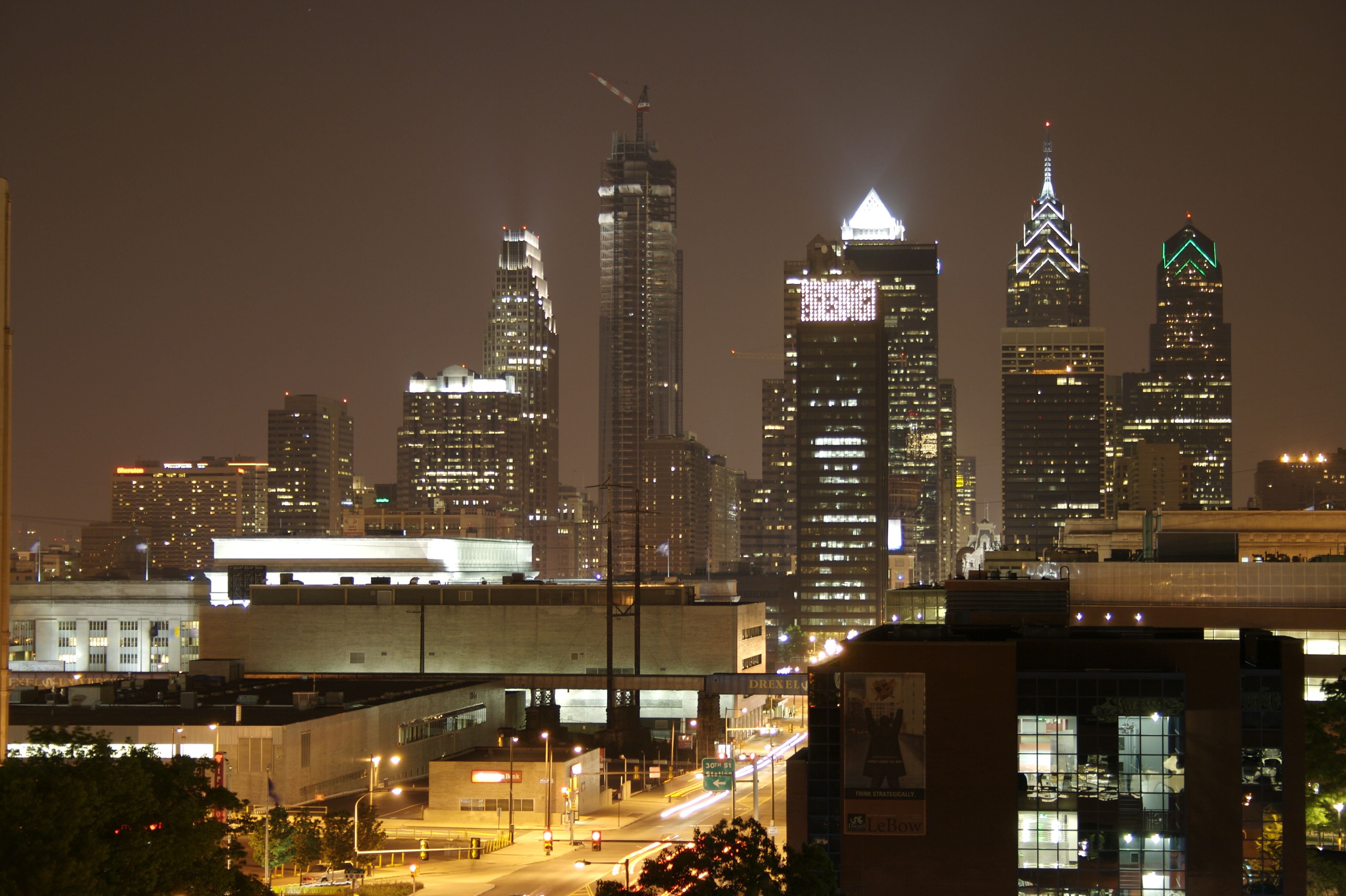
De skyline van Philadelphia in de avond
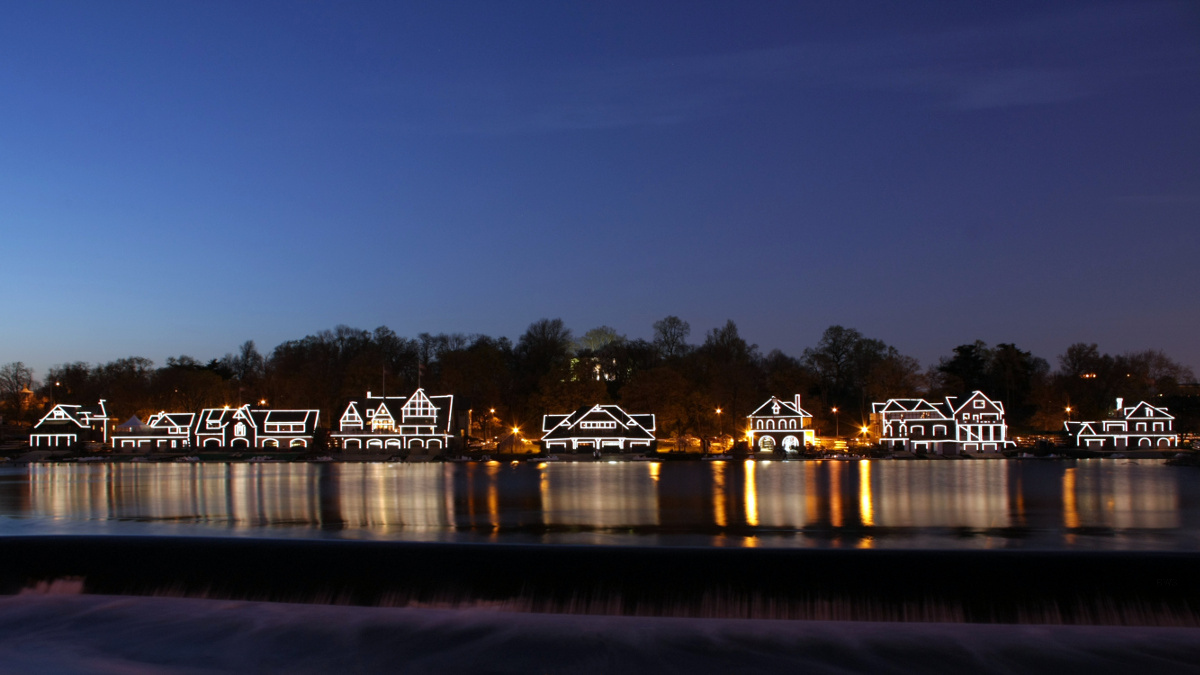
De historische Boathouse Row aan de oever van Schuylkill
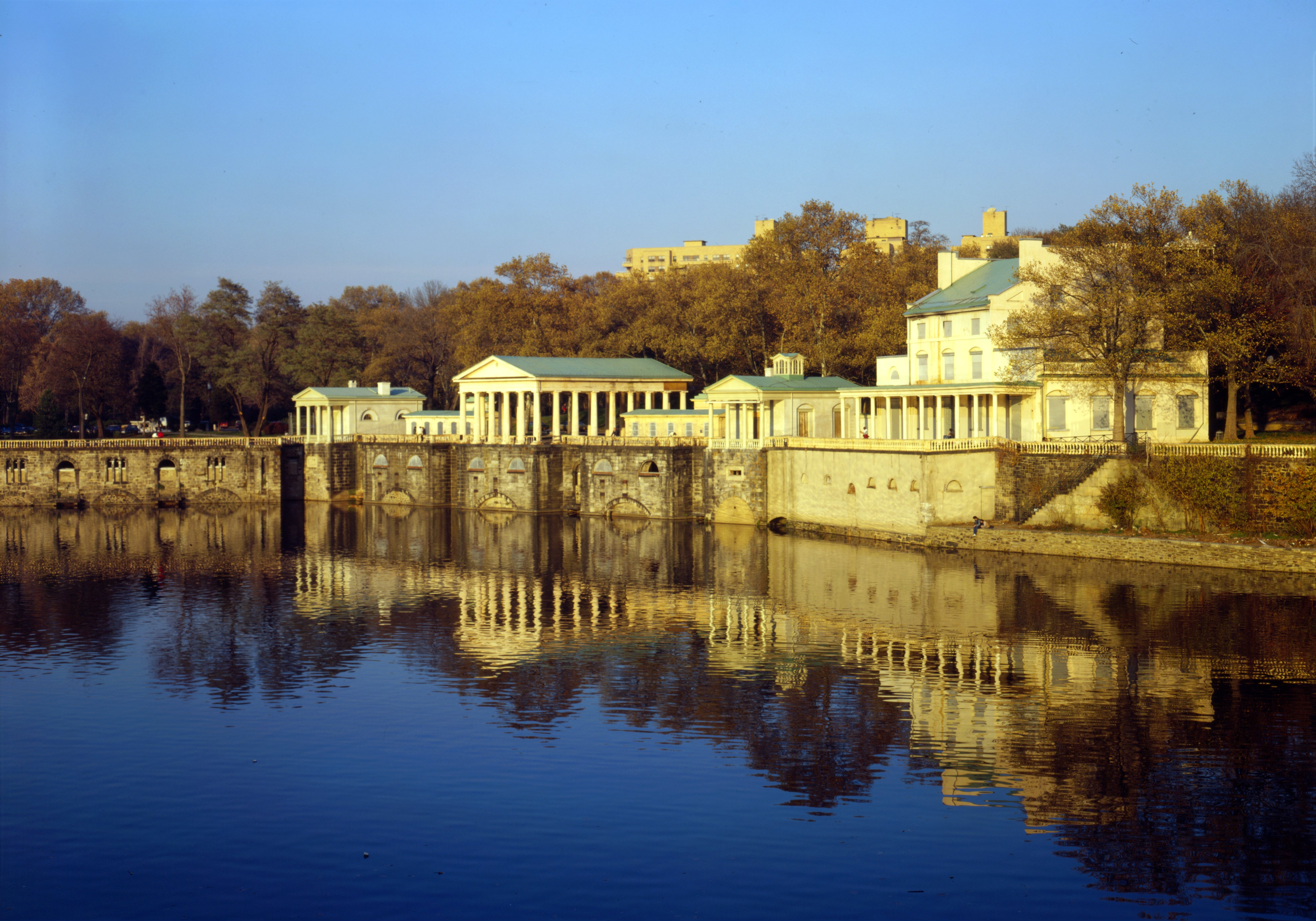
Fairmount Water Works
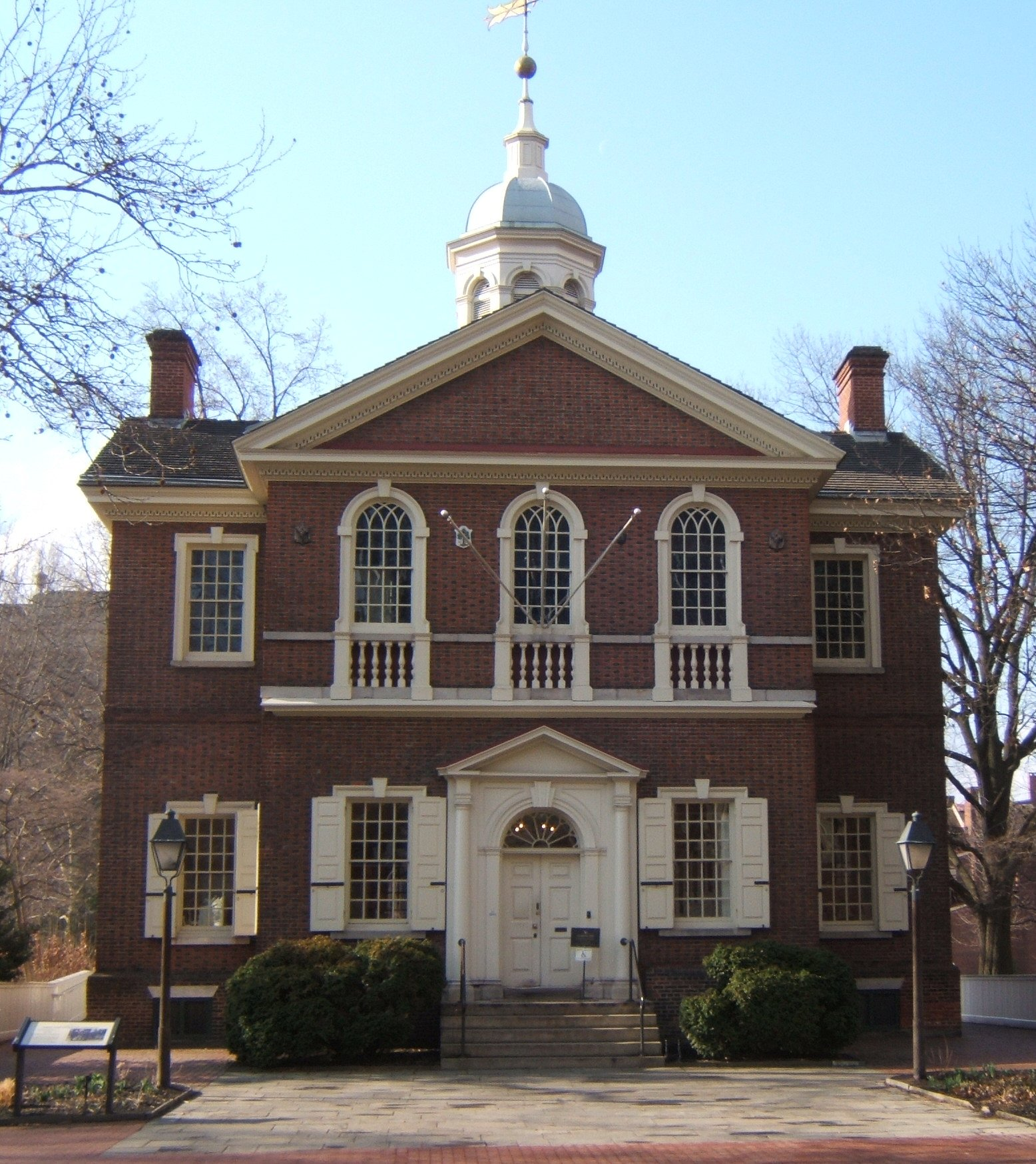
Carpenters Hall
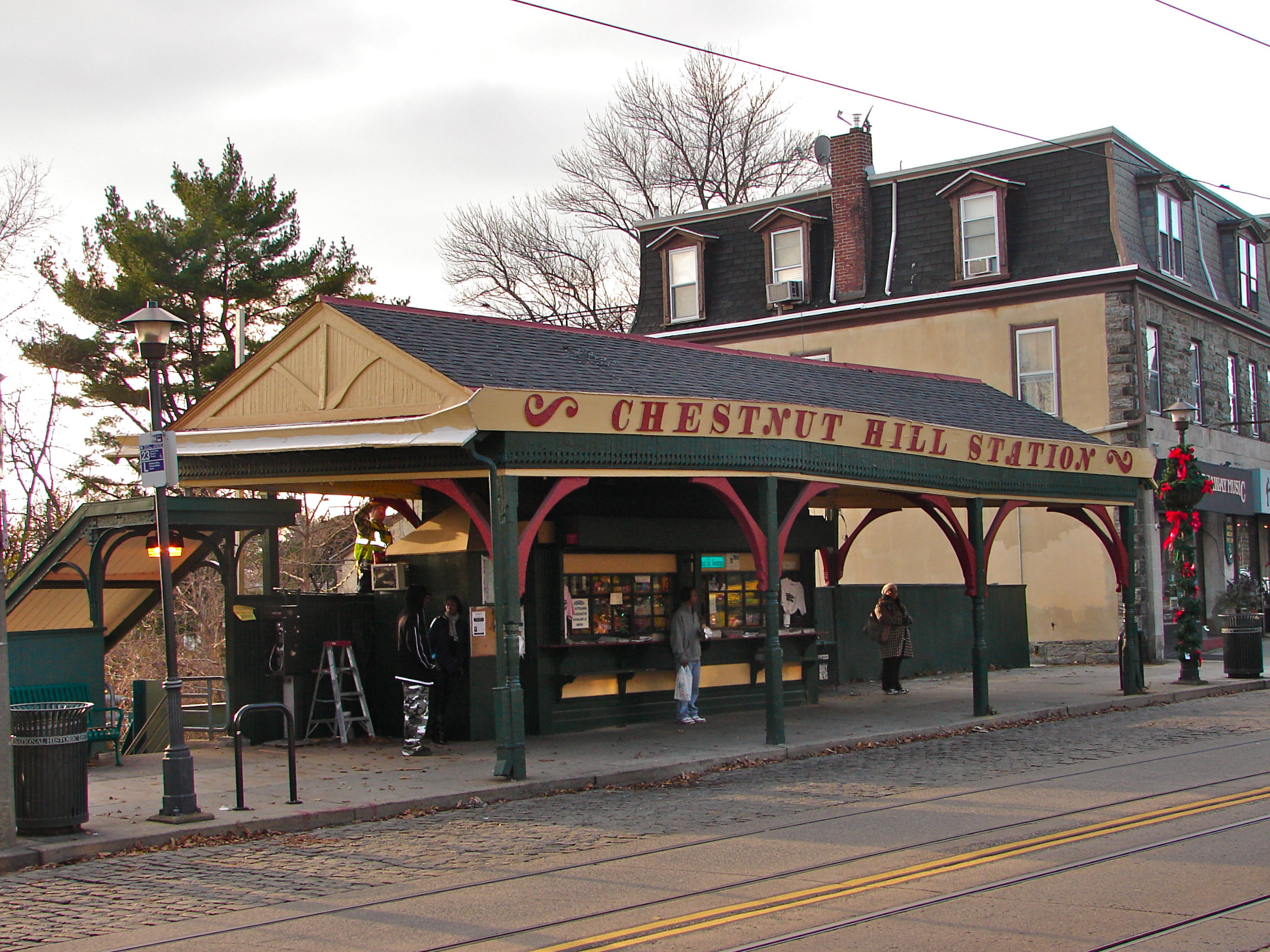
Chestnut Hill
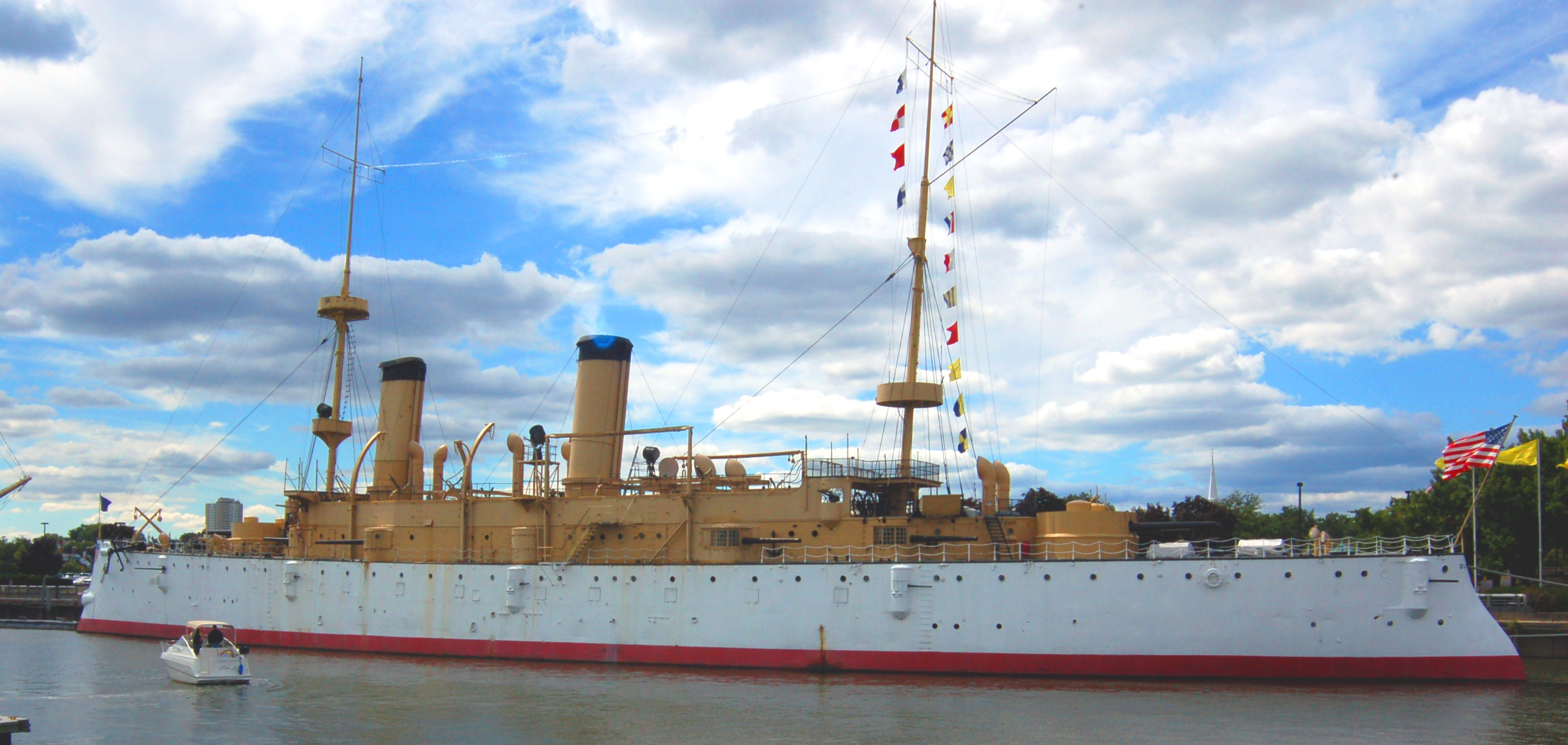
De USS Olympia
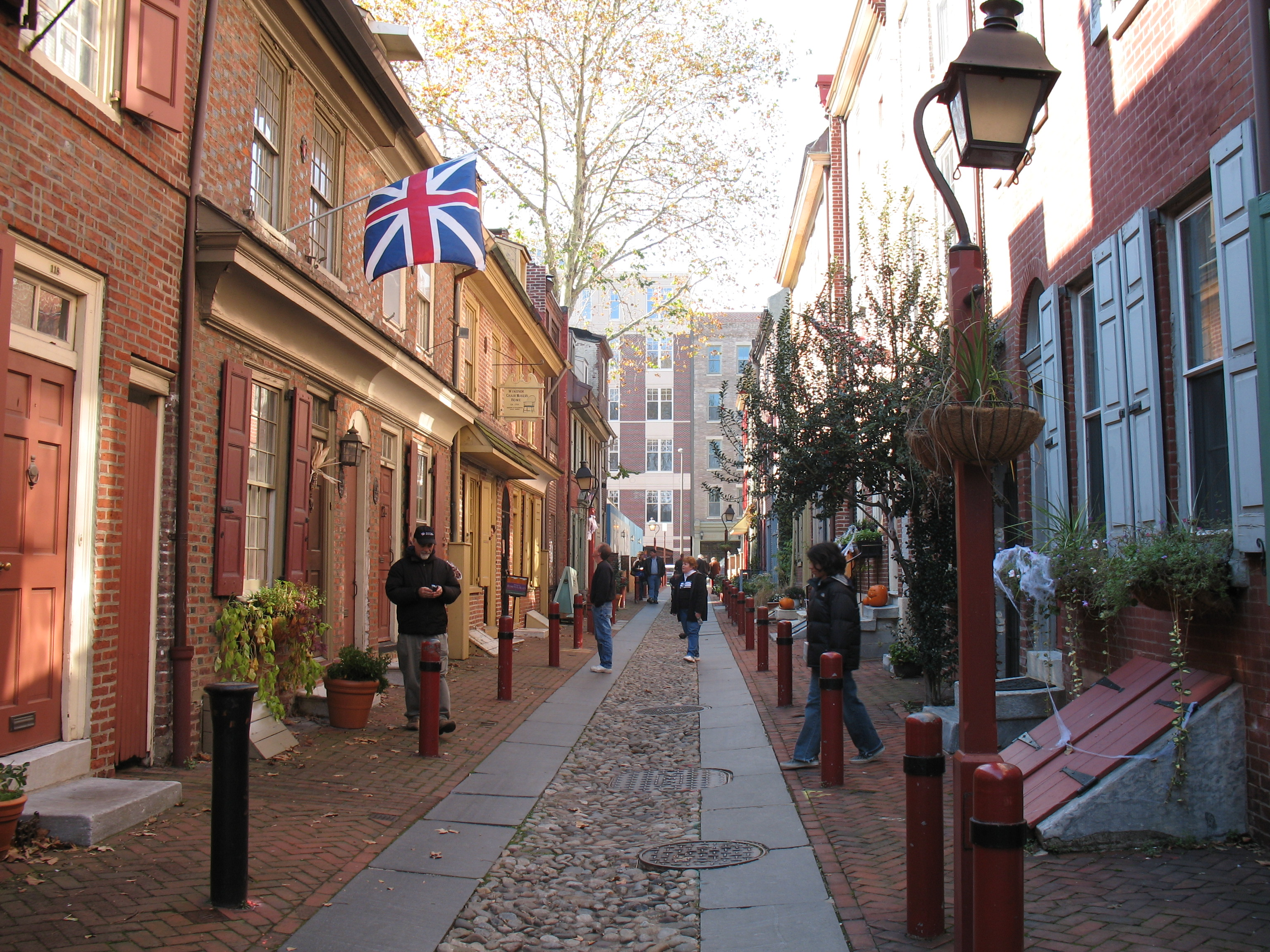
Elfreth's Alley, een van de weinige 17e-eeuwse straatjes in de stad
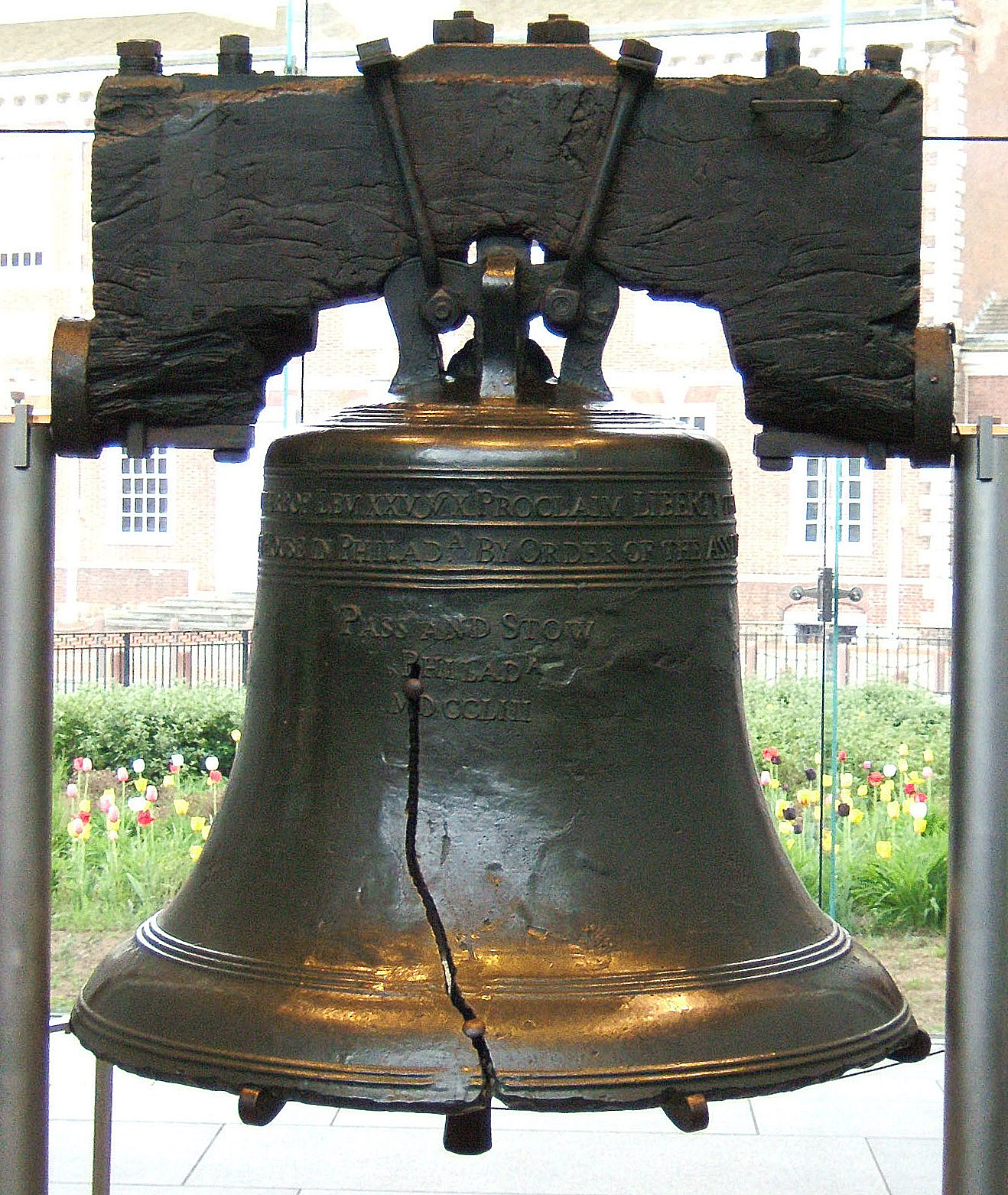
De Liberty Bell
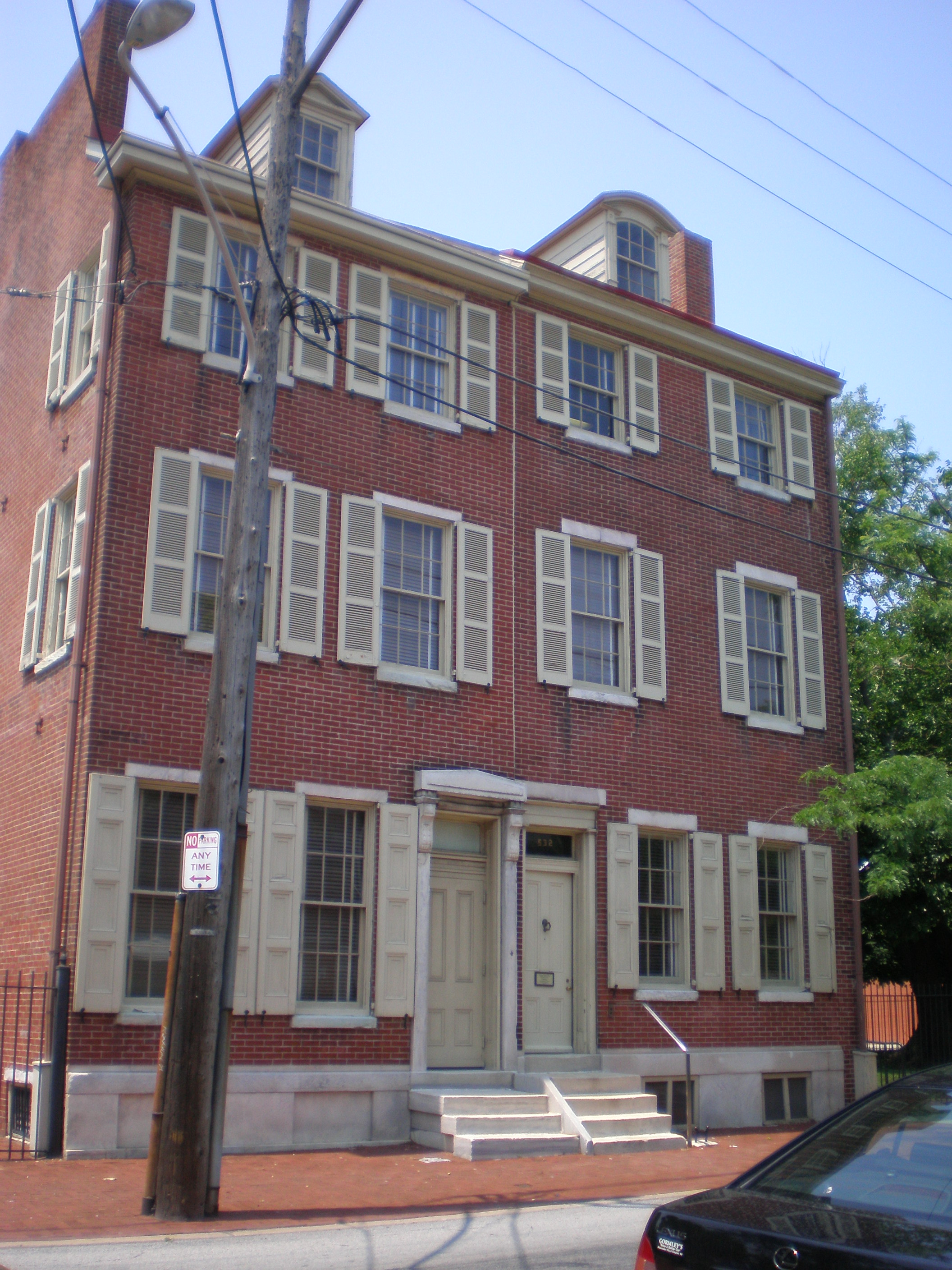
Het Edgar Allan Poe House